# 아마존강
아마존강(스페인어: Río Amazonas, 브라질 포르투갈어: Rio Amazonas, 문화어: 아마조나스 강)은 남아메리카에 있는 강으로, 유수량으로는 세계에서 가장 큰 강이며, 나일강과 길이가 가장 길거나 두 번째로 긴 강을 두고 다투는 세계에서 가장 길거나 두 번째로 긴 강 체계이다.
네바도 미스미에 있는 아푸리마크강의 발원지는 거의 한 세기 동안 아마존 분지의 가장 먼 발원지로 여겨져 왔으나, 2014년 연구에서 페루의 코르디예라 루미 크루스에 있는 만타로강의 발원지가 가장 먼 발원지임을 밝혀냈다. 만타로강과 아푸리마크강은 합류하여 다른 지류들과 함께 우카얄리강을 형성하고, 우카얄리강은 다시 페루 이키토스 상류에서 마라뇬강과 만나 브라질 외의 국가들이 아마존강의 본류라고 여기는 부분을 형성한다. 브라질인들은 이 부분을 네그루강 (아마존)과의 합류 지점 위에 있는 솔리몽이스강이라고 부르며 브라질인들은 이 합류 지점인 물의 만남(포르투갈어: Encontro das Águas)에서 마나우스 (강변 최대 도시)를 아마존강이라고 부른다.
아마존강의 평균 유수량은 초당 약 215,000–230,000 m3/s (7,600,000–8,100,000 cu ft/s)로 연간 약 6,591–7,570 km3 (1,581–1,816 cu mi)에 달하며, 이는 다음으로 큰 독립적인 7개 강을 합친 것보다 많다. 유수량 상위 10개 강 중 2개는 아마존강의 지류이다. 아마존강은 전 세계 강 유출량의 20%를 해양으로 방출한다. 아마존 유역은 세계에서 가장 큰 유역으로, 면적은 약 7,000,000 km2 (2,700,000 mi2)에 달한다. 브라질 내 아마존강 유역만 해도 다른 어떤 강의 유역보다 넓다. 아마존강은 최종적으로 대서양으로 방출하는 유량의 5분의 1만을 가지고 브라질에 진입하지만, 이 시점에서도 세계 다른 어떤 강의 유량보다 큰 유량을 가진다. 공인된 길이는 6,400km(3977마일)이지만, 일부 보고서에 따르면 그 길이는 6,992km에서 7,062km(4,345-4,388마일)까지 다양하다.

## 어원
아마존강은 처음에 유럽인들에게는 마라뇬강으로 알려졌으며, 아마존강의 페루 부분은 여전히 그 이름으로 알려져 있고, 아마존강의 일부가 포함된 브라질의 마라냥주도 마찬가지이다. 나중에 스페인어와 포르투갈어로 리우 아마조나스로 알려졌다.
리우 아마조나스라는 이름은 16세기 프란시스코 데 오레야나의 원정대를 공격했던 원주민 전사들로부터 유래했다고 전해진다. 전사들은 여성들이 이끌고 있었는데, 이는 데 오레야나에게 그리스 신화에 나오는 이란족 스키타이족과 사르마티아인과 관련된 여성 전사 부족인 아마존 전사들을 떠올리게 했다.
아마존이라는 단어 자체는 이란 복합어 *ha-maz-an- "(함께) 싸우는 자" 또는 민족어 *ha-mazan- "전사"에서 파생되었을 수 있는데, 이 단어는 알렉산드리아의 헤시키오스의 주석 "ἁμαζακάραν· πολεμεῖν. Πέρσαι" ("hamazakaran: 페르시아어로 '전쟁을 하다'")에 동사 파생형을 통해 간접적으로 증명되었으며, 여기서 인도이란 어근 *kar- "만들다"(여기서 산스크리트어 업도 파생됨)와 함께 나타난다.
다른 학자들은 이 이름이 "배 파괴자"를 의미하는 고대 투피어 단어 amassona에서 유래했다고 주장한다.

## 역사

### 지질학적 역사
최근 지질학 연구에 따르면 아마존강은 수백만 년 동안 동쪽에서 서쪽으로 반대 방향으로 흘렀다고 한다. 결국 안데스산맥이 형성되어 태평양으로의 흐름을 막았고, 현재의 대서양 하구로 방향을 바꾸게 되었다.

### 선콜럼버스 시대

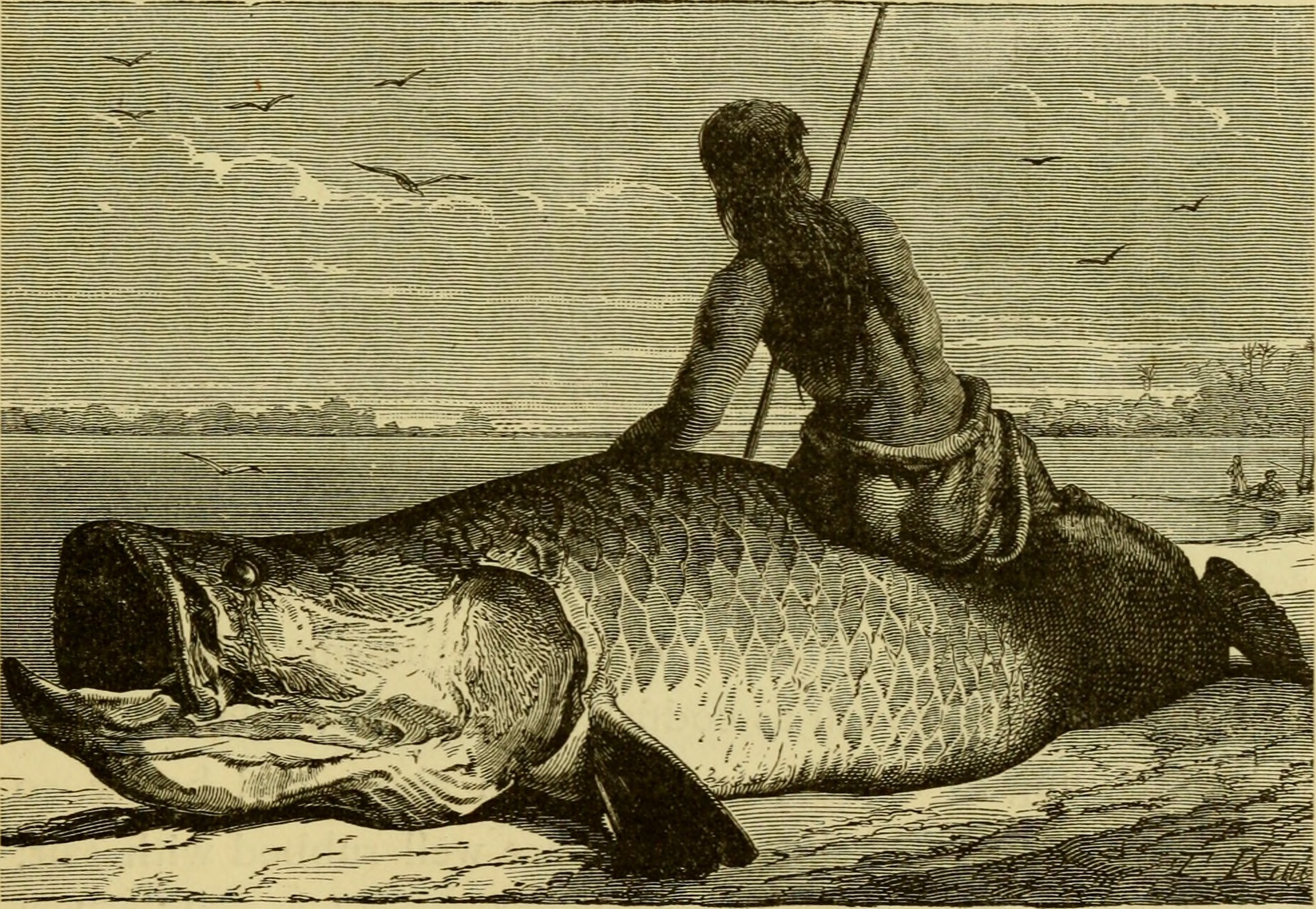
아마존강에서의 아라파이마 낚시에 대한 오래된 그림 (1879년). 아라파이마는 최소 2,300만 년 동안 지구에 존재했다.

많은 고고학자들이 형성기라고 부르는 시기에, 아마존 지역 사회는 남아메리카 고지대 농업 시스템의 출현에 깊이 관여했다. 안데스산맥 상류 지역의 안데스 문명과의 무역은 무이스카 연맹과 잉카 제국과 같은 고지대 문명의 사회적, 종교적 발전에 필수적인 기여를 했다. 초기 인간 정착지는 일반적으로 낮은 언덕이나 패총을 기반으로 했다.
패총은 거주지의 가장 초기 증거였으며, 인간의 쓰레기 더미를 나타내고 주로 기원전 7500년과 기원전 4000년 사이에 연대가 측정되었다. 그들은 도자기 시대 문화와 관련이 있으며, 현재까지 고고학자들에 의해 선도자기 시대 패총은 문서화되지 않았다. 전체 마을을 위한 인공 흙 플랫폼은 두 번째 유형의 봉분이다. 이는 마라조아라 문화에서 가장 잘 나타난다. 형상 봉분은 가장 최근의 점유 유형이다.
아마존강 주변 지역이 주로 도시를 개발한 군장국가와 같은 복잡하고 대규모의 원주민 사회의 본거지였다는 충분한 증거가 있다. 고고학자들은 1541년 스페인 콩키스타도르 오레야나가 아마존을 여행할 때쯤에는 300만 명이 넘는 원주민이 아마존 주변에 살았다고 추정한다.:24–25 이 선콜럼버스 시대 정착지들은 고도로 발전한 문명을 만들었다. 예를 들어, 마라조섬의 선콜럼버스 브라질 원주민은 사회 계층화를 발전시키고 10만 명의 인구를 부양했을 수 있다. 이러한 발전 수준을 달성하기 위해 아마존 우림의 원주민들은 선택적 재배와 불의 사용으로 숲의 생태를 변화시켰다. 과학자들은 숲의 특정 지역을 반복적으로 태움으로써 원주민들이 토양을 영양분이 더 풍부하게 만들었다고 주장한다. 이는 테라 프레타 데 인디오("인디언 검은 흙")라고 알려진 검은 흙 지역을 만들었다.:25 테라 프레타 덕분에 원주민 공동체는 땅을 비옥하게 만들어 대규모 인구와 복잡한 사회 구조를 부양하는 데 필요한 대규모 농업을 지속 가능하게 만들 수 있었다. 추가 연구는 이러한 관행이 약 11,000년 전에 시작되었다고 가설을 세웠다. 일부는 이것이 숲 생태학과 지역 기후에 미치는 영향이 아마존 분지를 가로지르는 낮은 강우량 대를 설명한다고 말한다.:25
많은 원주민 부족들은 끊임없는 부족 전쟁에 참여했다. 제임스 S. 올슨에 따르면, "문두루쿠족의 확장(18세기)은 카와이브족을 해체하고 훨씬 더 작은 집단으로 쪼개뜨렸다... [문두루쿠족]은 1770년 아마존강을 따라 브라질 정착지에 대한 광범위한 공격을 시작하면서 유럽인들의 주목을 받기 시작했다."

### 유럽인의 도래

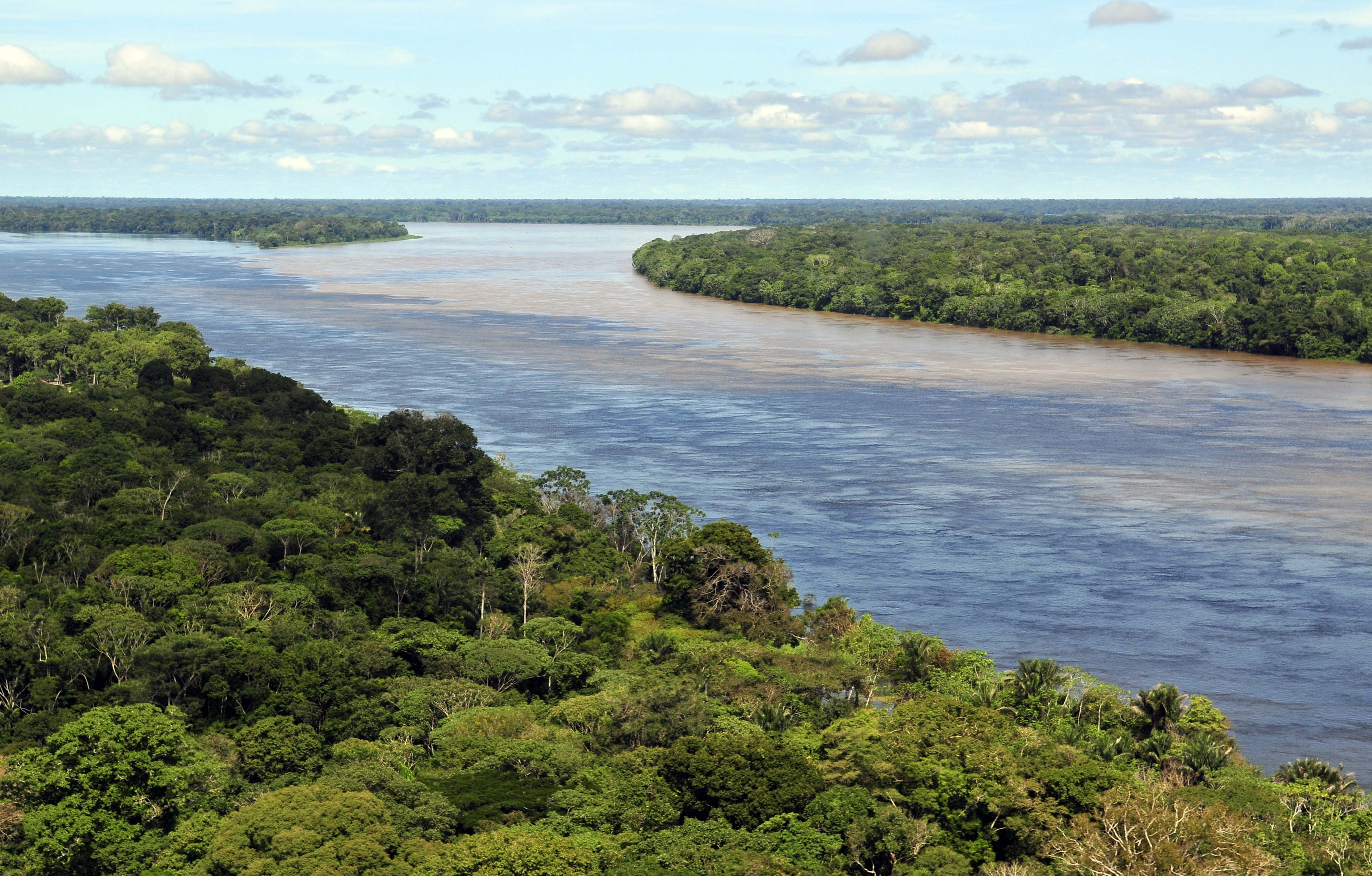
마나우스 근처 아마존 지류

1500년 3월, 스페인 콩키스타도르 비센테 야녜스 핀손이 아마존강을 항해한 최초의 기록된 유럽인이었다. 핀손은 이 강을 리오 산타 마리아 델 마르 둘세(Río Santa María del Mar Dulce)라고 불렀는데, 이는 바다로 흘러나가는 민물 때문에 문자 그대로 단 바다를 의미하는 마르 둘세로 나중에 줄여졌다. 또 다른 스페인어 탐험가인 프란시스코 데 오레야나는 안데스산맥에 위치한 상류 강 유역에서부터 강 하구까지 여행한 최초의 유럽인이었다. 이 여행에서 오레야나는 네그루강 (아마존), 나포강, 주루아강과 같은 아마존 지류에 이름을 붙였다.
아마조나스라는 이름은 이 원정대를 공격한 원주민 전사들, 특히 여성 전사들로부터 유래했다고 생각되는데, 이는 데 오레야나에게 고대 고대 그리스 문화의 전설적인 여성 아마존 전사들을 떠올리게 했다(자세한 내용은 이름의 기원 참조).

### 탐험

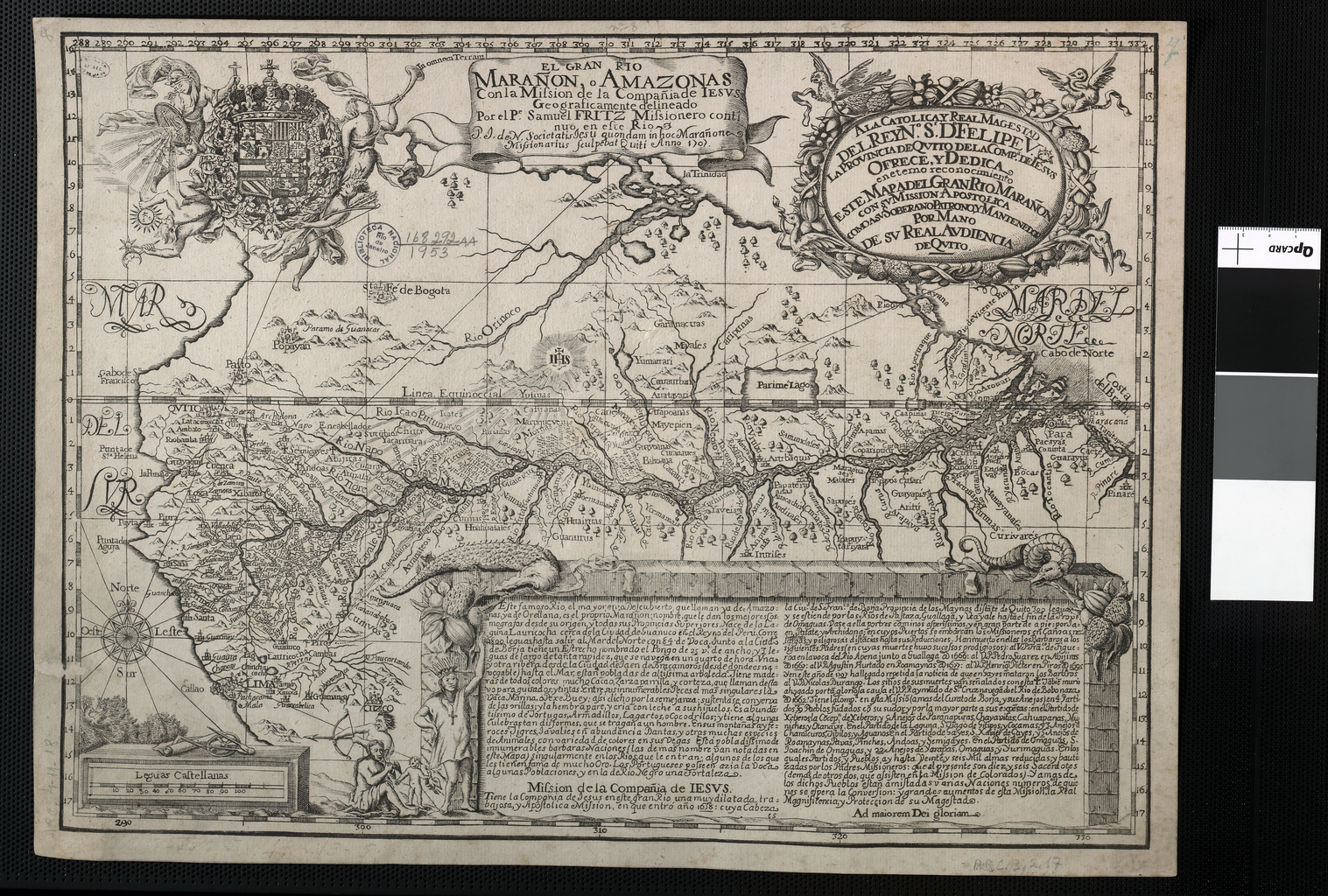
사무엘 프리츠가 1707년에 아마존강과 오리노코강을 그린 지도

곤살로 피사로는 1541년 키토 동쪽의 남아메리카 내륙으로 엘도라도, 즉 "황금의 도시"와 계피의 "계피 계곡"을 찾아 탐험을 떠났다. 그는 부관인 프란시스코 데 오레야나와 동행했다. 170 km (106 mi) 후, 코카강이 나포강 (현재 푸에르토프란시스코데오레야나로 알려진 지점)과 합류했으며, 일행은 이 합류 지점 상류에서 몇 주 동안 배를 만들었다. 그들은 사람이 살지 않는 지역을 따라 하류로 계속 이동했으며, 식량을 찾을 수 없었다. 오레야나는 나포강(당시 리오 데 라 카넬라("계피강")로 알려짐)을 따라가 북쪽의 다른 강을 거슬러 올라가 식량을 가져오겠다고 제안했고, 명령을 받았다. 붙잡힌 원주민 추장 델리콜라로부터 받은 정보에 따르면, 그들은 며칠 내로 하류에서 식량을 찾을 수 있을 것이라고 예상했다.
오레야나는 약 57명의 남자, 배 한 척, 그리고 몇 척의 카누를 데리고 1541년 12월 26일 피사로의 부대를 떠났다. 그러나 오레야나는 자신의 부대를 위한 보급품을 찾고 있던 합류 지점(아마도 아과리코강과의 합류 지점)을 놓쳤다. 그와 그의 부하들이 다른 마을에 도착했을 때, 많은 사람들이 굶주림과 "유해 식물"을 먹고 병에 걸려 거의 죽을 지경이었다. 그 마을에서 7명이 죽었다. 그의 부하들은 이 시점에서 100리그 이상 하류에 있었기 때문에 원정대가 피사로에게 다시 합류하기 위해 돌아간다면 반란을 일으킬 것이라고 위협했다. 그는 원정의 목적을 스페인 국왕의 이름으로 새로운 땅을 발견하는 것으로 바꾸는 것을 받아들였고, 남자들은 하류로 항해할 더 큰 배를 만들었다. 나포강을 600 km (370 mi) 내려간 후, 그들은 현대 이키토스 근처의 한 지점에서 또 다른 주요 합류 지점에 도달했고, 이어서 상류 아마존강(현재 솔리몽이스라고 알려짐)을 1,200 km (746 mi) 더 따라 네그루강 (아마존)과의 합류 지점(현대 마나우스 근처)에 도달했으며, 이는 1542년 6월 3일이었다.
계피를 찾는 초기 임무와 관련하여 피사로는 왕에게 계피나무를 발견했지만 수익성 있게 수확할 수는 없었다고 보고했다. 진짜 계피(Cinnamomum Verum)는 남아메리카 원산이 아니다. 아마존의 그 지역에는 계피를 함유한 다른 관련 식물(라우라과에 속하는)이 상당히 흔하며 피사로는 아마도 이들 중 일부를 보았을 것이다. 원정대는 1542년 8월 24일 아마존강 하구에 도달하여 대강의 실질적인 항해 가능성을 입증했다.

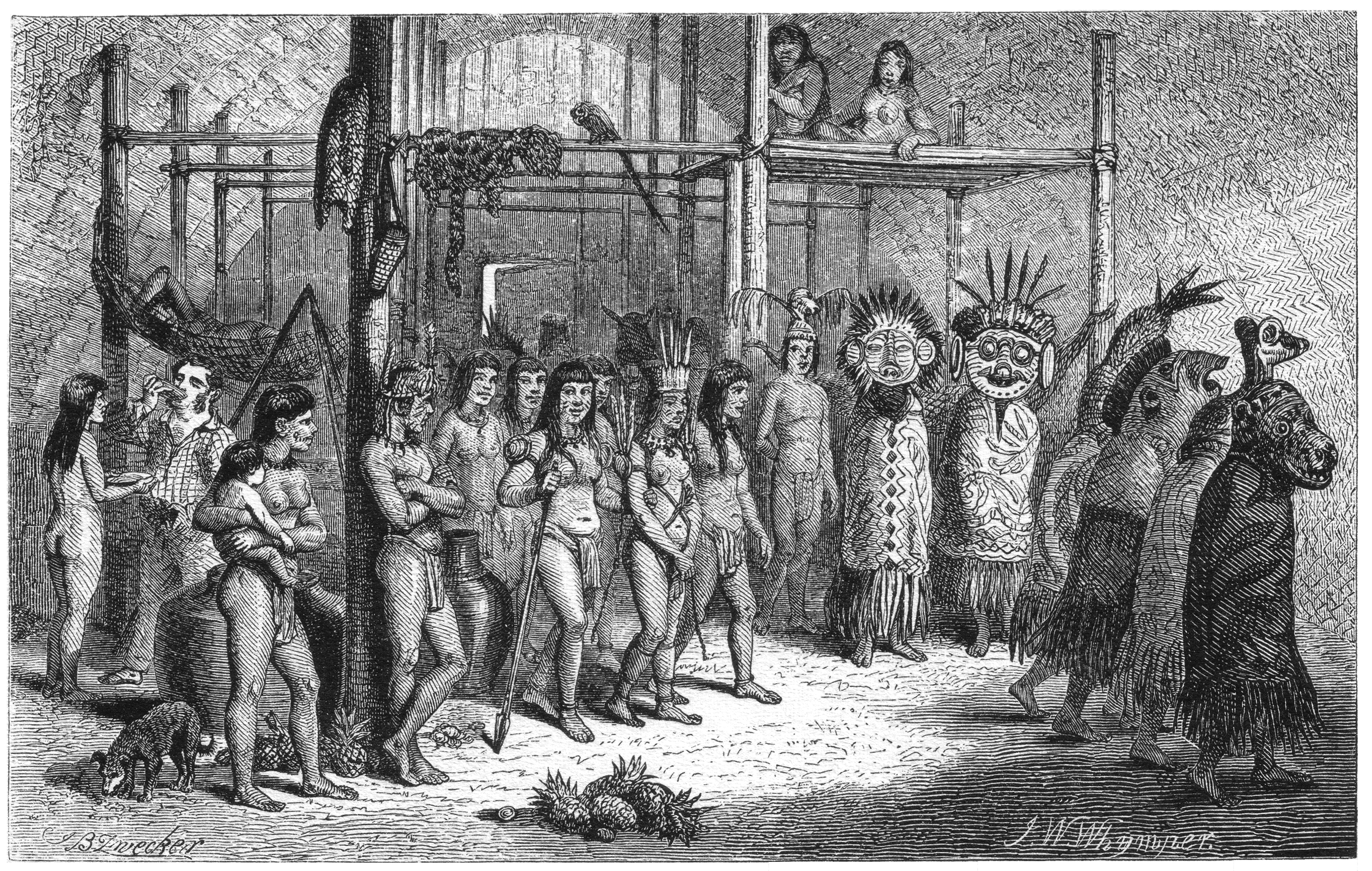
티쿠나족의 가면 춤과 결혼 축제, 베이츠의 1863년 《아마존강의 박물학자》 삽화

1560년, 또 다른 스페인 콩키스타도르, 로페 데 아기레가 아마존강을 두 번째로 내려갔을 수도 있다. 역사가들은 그가 내려간 강이 아마존강이었는지, 아니면 아마존강과 거의 평행하게 북쪽으로 흐르는 오리노코강이었는지 확실하지 않다.
포르투갈 탐험가 페드루 테이세이라는 강 전체를 거슬러 올라간 최초의 유럽인이었다. 그는 1637년 키토에 도착했고, 같은 경로로 돌아왔다.
1648년부터 1652년까지 포르투갈 브라질의 반데이란테 안토니우 라포수 타바레스는 상파울루에서 아마존강 하구까지 육로 원정을 이끌고 네그루강 (아마존)을 포함한 많은 지류를 탐사하여 10,000 km (6,200 mi)가 넘는 거리를 이동했다.
현재 브라질, 에콰도르, 볼리비아, 콜롬비아, 페루, 베네수엘라 지역에서 주요 강과 지류를 따라 여러 식민지 및 종교 정착지가 무역, 노예 거래, 그리고 우라리나족과 같은 광대한 우림의 원주민들 사이에서 복음 전도를 위해 설립되었다. 1600년대 후반, 체코 예수회 신부 사무엘 프리츠는 오마구스족의 사도로서 약 40개의 선교 마을을 세웠다. 프리츠는 마라뇬강이 아마존강의 발원지여야 한다고 주장했으며, 1707년 지도에 마라뇬강이 "우아누코 근처의 라우리코차라고 불리는 호수의 남쪽 기슭에 발원지가 있다"고 기록했다. 프리츠는 마라뇬강이 상류로 여행할 때 만나는 가장 큰 강 지류이며, 아마존강의 다른 어떤 지류보다 서쪽에 위치한다고 추론했다. 18세기에서 19세기 대부분과 20세기까지 마라뇬강은 일반적으로 아마존강의 발원지로 간주되었다.

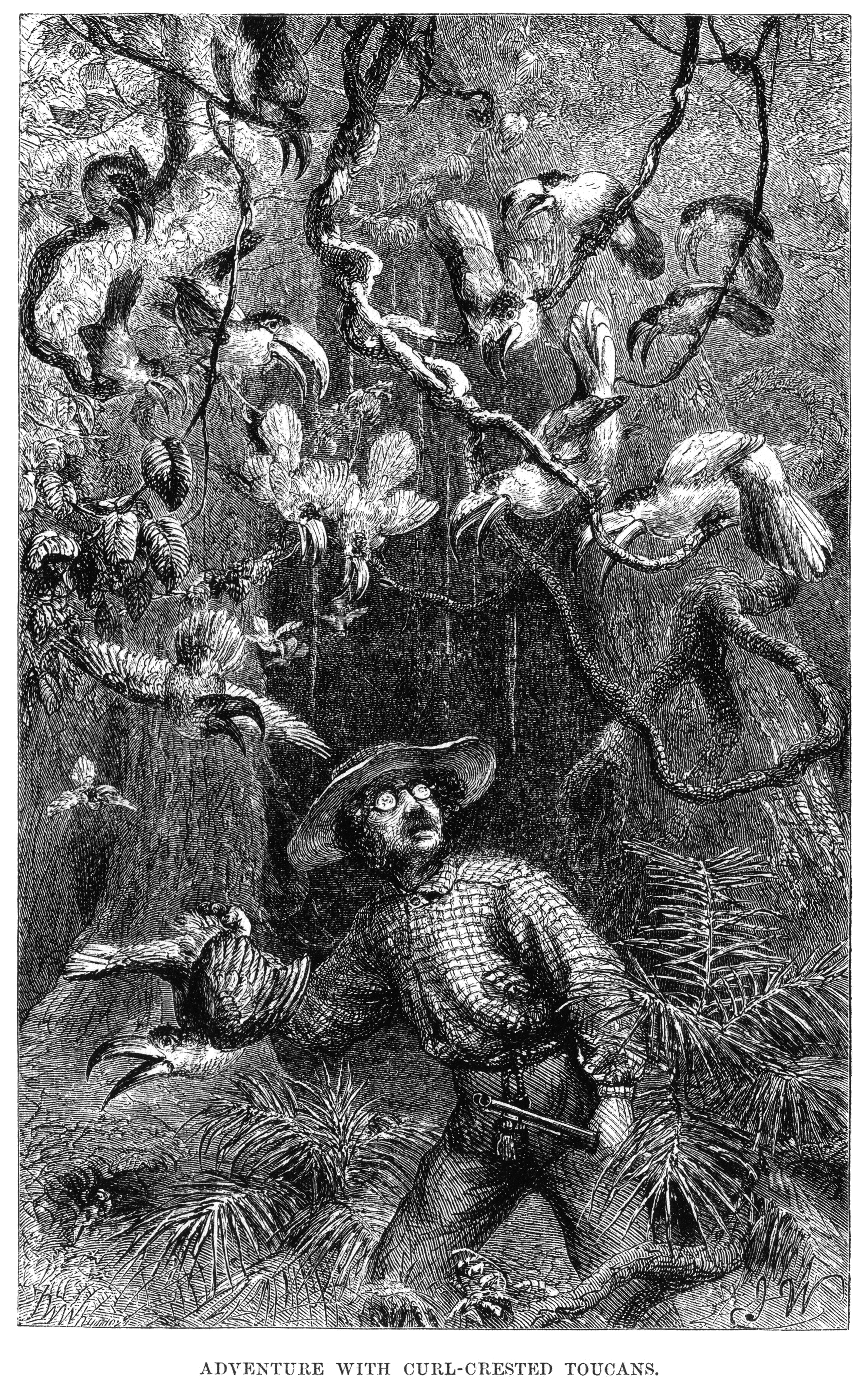
헨리 월터 베이츠는 아마존 탐험(1848–1859)으로 가장 유명했다.

### 과학 탐험
아마존강과 분지에 대한 초기 과학적, 동물학적, 식물학적 탐험은 18세기부터 19세기 전반까지 이루어졌다.
- 샤를 마리 드 라 콩다민은 1743년에 강을 탐험했다.[29]
- 알렉산더 폰 훔볼트, 1799–1804
- 요한 밥티스트 폰 슈픽스와 카를 프리드리히 필립 폰 마르티우스, 1817–1820
- 게오르크 폰 랑스도르프, 1826–1828
- 헨리 월터 베이츠와 앨프리드 러셀 월리스, 1848–1859
- 리차드 스프루스, 1849–1864

### 탈식민지 시대 개발 및 정착

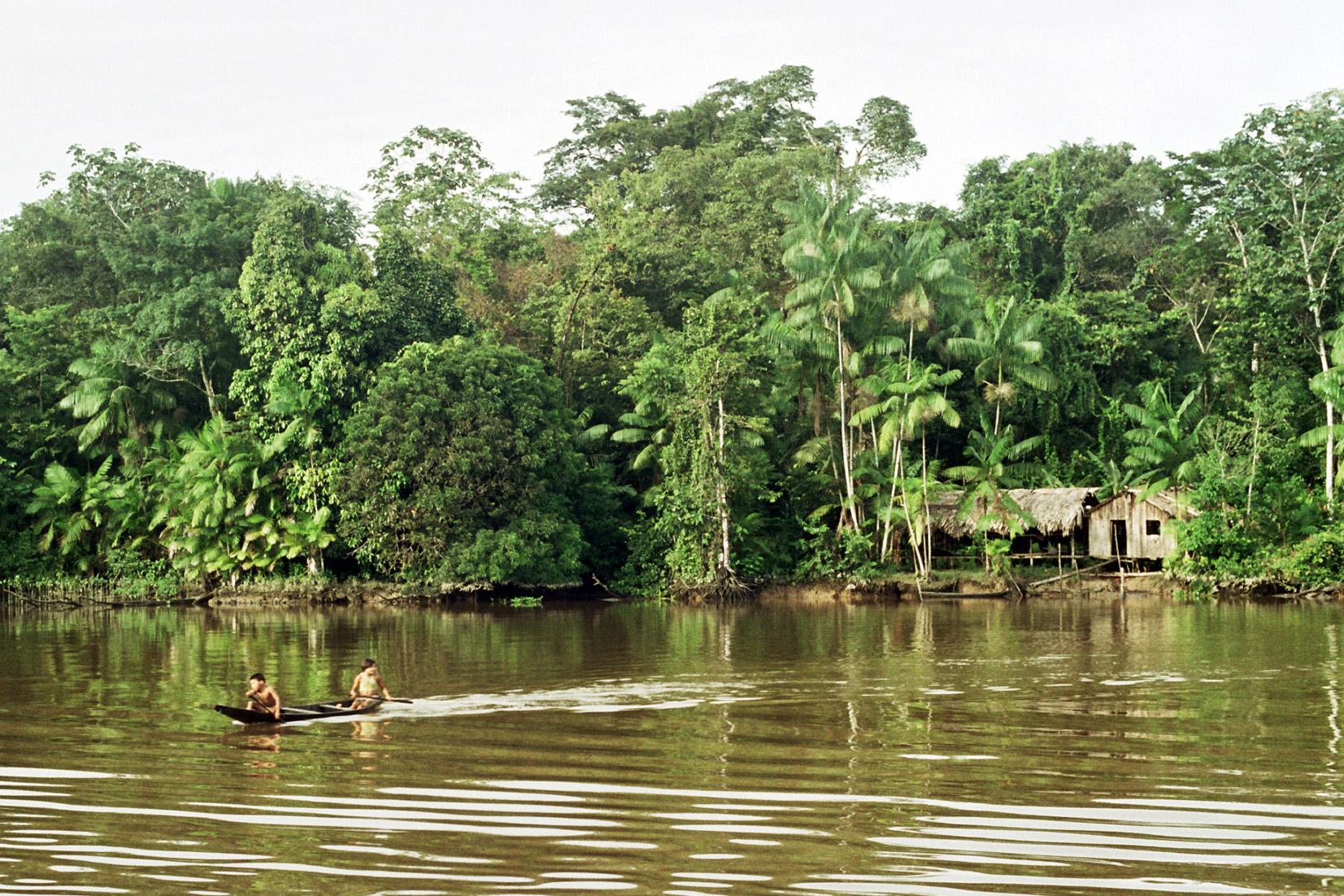
아마조나스주 (브라질)

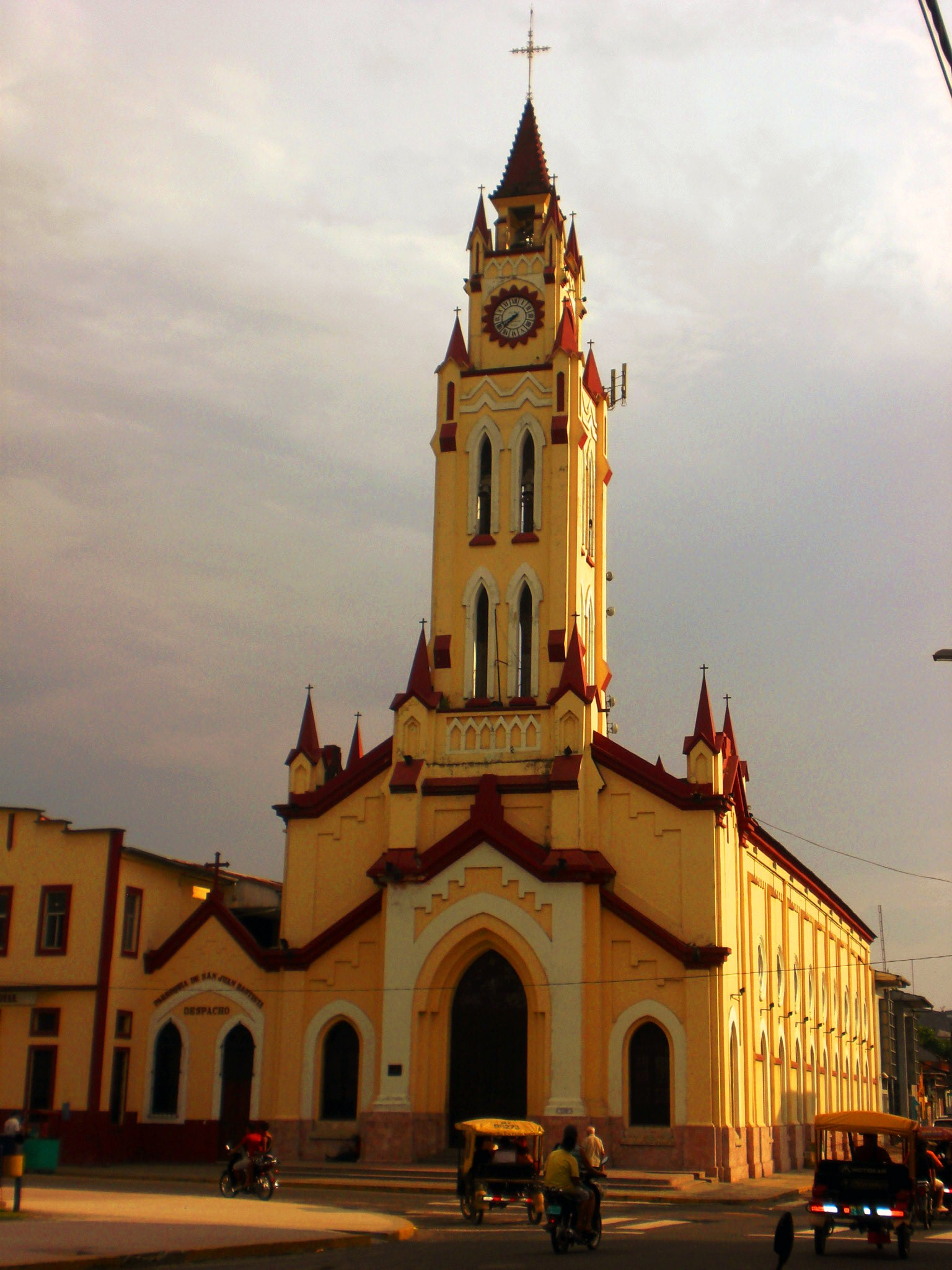
이키토스에 있는 Iglesia Matriz (주 성당)

카바나젱 반란(1835~1840)은 백인 지배 계급에 맞서 일어났다. 약 10만 명으로 추정되는 그랑파라 주 인구의 30~40%가 사망한 것으로 추정된다.
1850년 브라질 아마존 분지 인구는 약 30만 명이었고, 이 중 약 17만 5천 명은 유럽인, 2만 5천 명은 노예였다. 브라질 아마존의 주요 상업 도시였던 파라(현재 벨렝)는 노예를 포함하여 1만에서 1만 2천 명의 인구를 가졌다. 네그루강 (아마존) 어귀에 있는 마나오스(현재 마나우스)는 1천에서 1천 5백 명의 인구를 가졌다. 페루 국경의 타바팅가까지의 나머지 모든 마을들은 비교적 작았다.
1850년 9월 6일, 페드루 2세 (브라질) 황제는 아마존강의 증기선 항해를 허가하는 법안에 서명하고 마우아 자작(이리네우 에방젤리스타 지 소우자)에게 이를 시행할 임무를 맡겼다. 그는 1852년 리우데자네이루에 "아마존 항해 및 무역 회사"를 설립했으며, 다음 해에 모나르카(Monarca), 카메타(Cametá), 마라조(Marajó), 리우 네그루(Rio Negro) 등 4척의 소형 증기선으로 운항을 시작했다.
처음에는 항해가 주로 본류에 국한되었다. 심지어 1857년에는 정부 계약의 수정으로도 회사가 파라와 마나우스 간 월간 서비스만 의무화되었는데, 200톤 적재 능력의 증기선으로, 두 번째 노선은 마나우스와 타바팅가 간 연간 6회 왕복 운항, 세 번째 노선은 파라와 카메타 간 월 2회 운항이었다. 이것이 광대한 내륙을 개방하는 첫걸음이었다.
이 사업의 성공은 아마존의 경제적 개발 기회에 주목하게 했고, 곧이어 두 번째 회사가 마데이라, 푸루스, 네그루 강에서 상업을 시작했다. 세 번째 회사는 파라와 마나우스 사이에 노선을 개설했고, 네 번째 회사는 일부 작은 강을 항해하는 것이 수익성이 있다는 것을 발견했다. 같은 기간 동안 아마존 회사는 선대를 늘리고 있었다. 한편, 개인들은 본류뿐만 아니라 많은 지류에서도 자신들의 작은 증기선을 건조하고 운항하고 있었다.
1867년 7월 31일, 브라질 정부는 해양 강국들과 아마존 상류 유역을 둘러싼 국가들, 특히 페루의 끊임없는 압력에 따라 아마존강을 모든 국가에 개방하되, 특정 지점으로 제한한다고 선포했다. 이는 아마존강의 타바팅가, 토칸칭스강의 카메타, 타파조스강의 산타렝, 마데이라강의 보르바, 그리고 네그루강의 마나우스였다. 브라질의 이 명령은 1867년 9월 7일부터 발효되었다.
증기선 항해와 관련된 상업적 발전과 국제적으로 촉발된 천연고무 수요 덕분에 페루의 도시 이키토스는 번성하는 세계적인 상업 중심지가 되었다. 외국 기업들은 이키토스에 정착하여 고무 추출을 통제했다. 1851년 이키토스의 인구는 200명이었고, 1900년에는 2만 명에 달했다. 1860년대에는 매년 약 3,000톤의 고무가 수출되었고, 1911년에는 연간 수출량이 4만 4천 톤으로 증가하여 페루 수출의 9.3%를 차지했다. 고무 붐 기간 동안 발진티푸스와 말라리아와 같은 이민자들이 가져온 질병으로 인해 4만 명의 아마존 원주민이 사망한 것으로 추정된다.
마나우스와의 첫 직접적인 해외 무역은 1874년경에 시작되었다. 강을 따라 이루어지는 지역 무역은 아마존 회사의 후계자인 아마존 증기 항해 회사(Amazon Steam Navigation Company)뿐만 아니라 고무 무역에 종사하는 회사 및 기업 소유의 수많은 소형 증기선에 의해 이루어졌으며, 이들은 네그루강, 마데이라강, 푸루스강 및 기타 여러 지류(예: 마라뇬강)를 따라 페루의 나우타와 같은 먼 항구까지 운항했다.
20세기 초, 아마존 분지의 수출품은 인도 고무, 카카오콩, 브라질너트 및 모피, 이국적인 삼림 생산물(나뭇진, 나무껍질, 직조된 해먹, 귀한 새 깃털, 살아있는 동물)과 같은 소량의 다른 중요한 제품, 그리고 재목과 금과 같은 추출된 물품들이었다.

### 20세기 개발

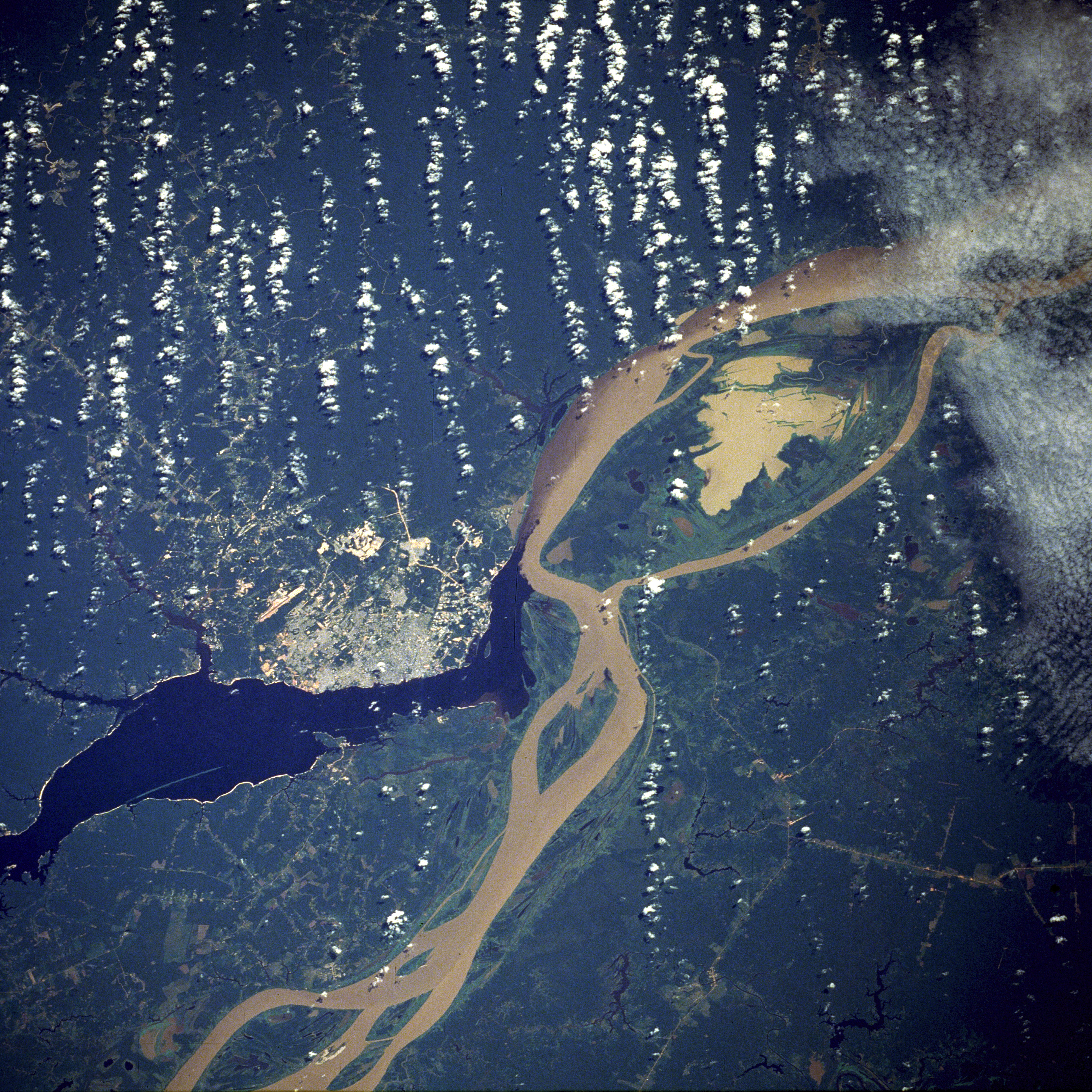
미국 항공 우주국 위성 사진에 찍힌 네그루강 (아마존)의 어두운 물과 아마존강의 탁한 물에 둘러싸인 아마조나스주에서 가장 큰 도시 마나우스

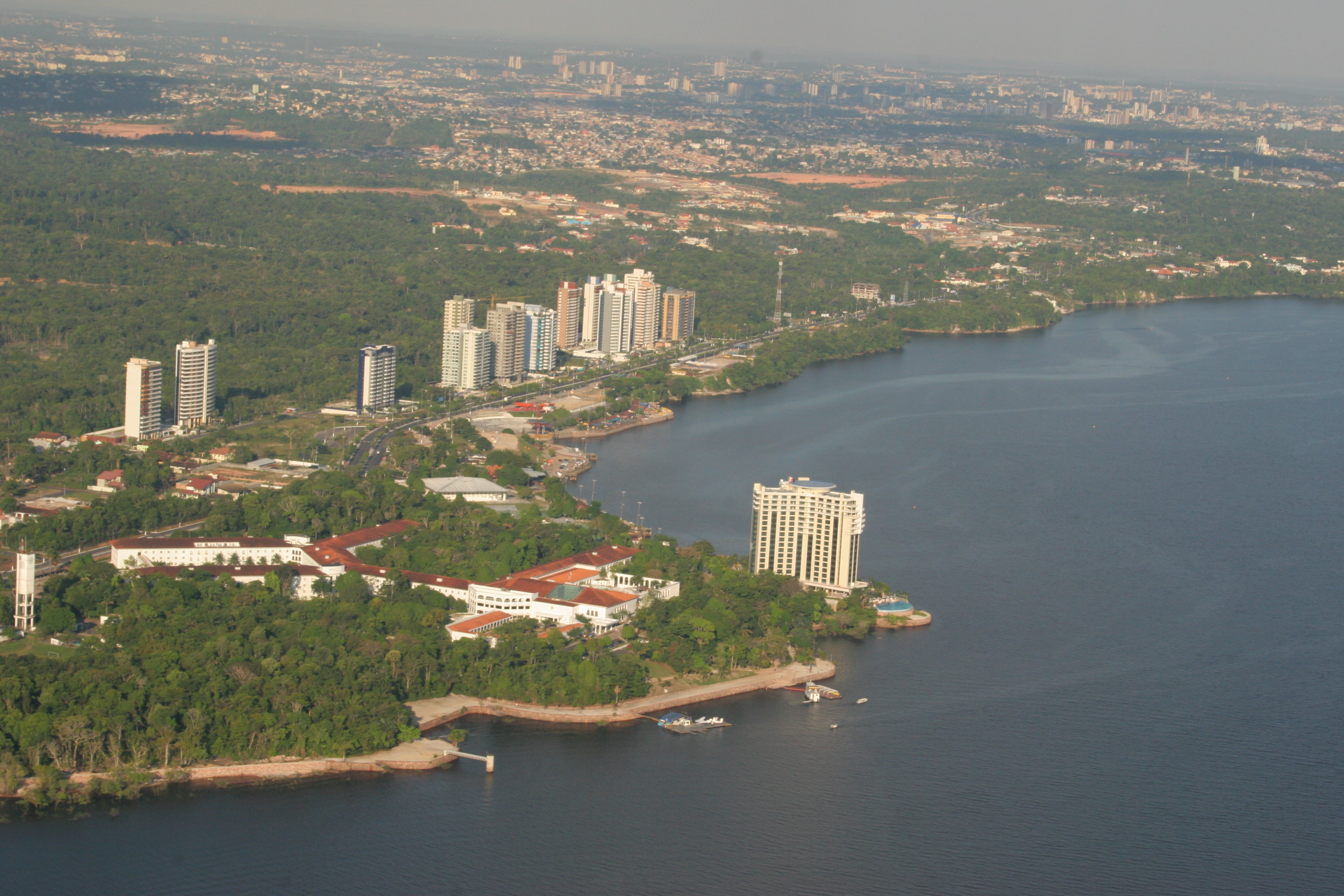
마나우스 시

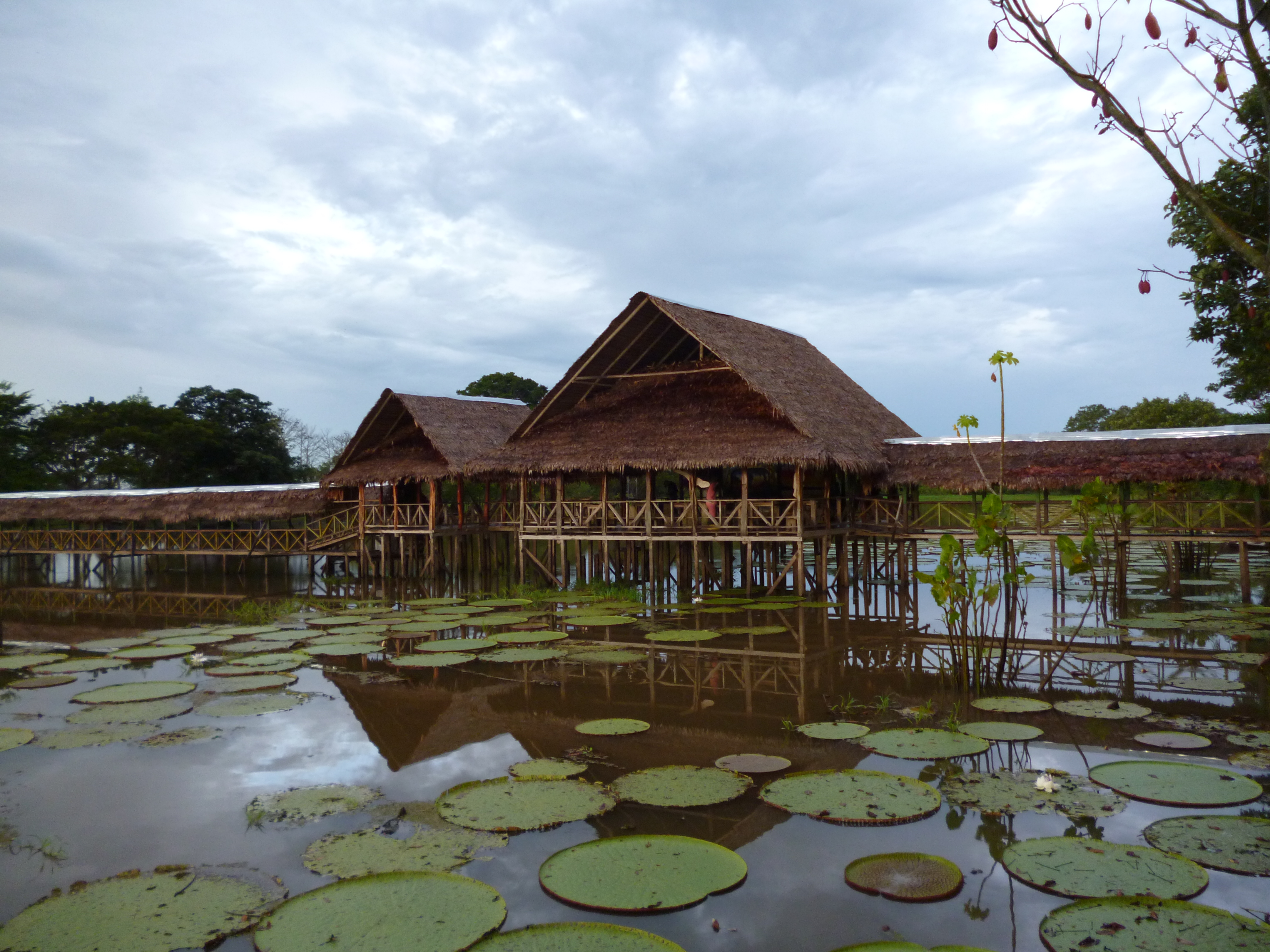
레티시아에 있는 수상 가옥

식민지 시대 이후, 아마존 분지의 포르투갈령 지역은 농업으로 거의 개발되지 않고 유럽 질병의 도래를 견뎌낸 원주민들이 차지하고 있는 땅으로 남아 있었다.
아마존강의 유럽인 발견 4세기 후, 그 유역의 총 경작 면적은 극단적인 상류의 산악 지대에서 제한적으로나마 조잡하게 경작된 지역을 제외하면 아마도 65 km2 (25 mi2) 미만이었을 것이다. 이러한 상황은 20세기 동안 극적으로 변화했다.
국가 자원의 외국 착취를 경계한 브라질 정부는 1940년대에 외국인이 넓은 토지를 소유하고 있던 해안가에서 벗어나 내륙을 개발하기 시작했다. 이러한 확장의 원래 설계자는 제툴리우 바르가스 대통령이었고, 제2차 세계 대전 중 연합군의 고무 수요가 이 추진을 위한 자금을 제공했다.
1960년대에는 아마존 분지의 경제적 착취가 당시 발생하고 있던 "경제 기적"을 촉진하는 방법으로 여겨졌다. 이는 아마존 지역에 대규모 농업과 목축업을 가져온 경제 개발 프로젝트인 "아마존 작전"의 개발로 이어졌다. 이는 신용 및 재정적 인센티브의 조합을 통해 이루어졌다.
그러나 1970년대에 정부는 국가 통합 프로그램(PIN)이라는 새로운 접근 방식을 취했다. 대규모 식민지화 프로그램으로 브라질 북동부의 가족들이 아마존 분지의 "사람 없는 땅"으로 재배치되었다. 이는 주로 트랜스아마존 고속도로(Transamazônica)와 같은 인프라 프로젝트와 함께 이루어졌다.
트랜스아마존 고속도로의 세 개의 선구적인 고속도로는 10년 이내에 완공되었지만, 그 약속을 결코 이행하지 못했다. 트랜스아마존 고속도로와 BR-317 (마나우스-포르투벨류)과 같은 부속 도로의 많은 부분은 방치되어 있으며 우기에는 통행이 불가능하다. 작은 마을과 촌락은 숲 곳곳에 흩어져 있으며, 식생이 매우 밀집되어 있기 때문에 일부 외딴 지역은 여전히 미개척 상태이다.
고속도로와 국가 통합 프로그램으로 인해 브라질리아에서 벨렝까지 도로를 따라 많은 정착지가 성장했지만, 정착민들이 섬세한 우림 생태계에서 살 준비가 되어 있지 않아 프로그램은 실패했다. 정부는 수백만 명을 부양할 수 있다고 믿었지만, 실제로는 극히 소수만을 부양할 수 있었다.
2014년 인구 190만 명의 마나우스는 아마존강에서 가장 큰 도시이다. 마나우스만으로도 브라질의 가장 큰 주 중 하나인 아마조나스주 인구의 약 50%를 차지한다. 이 도시의 인종 구성은 파르두족 (물라토와 메스티소) 64%, 백인 브라질인 32%이다.
아마존강 자체는 댐이 없지만, 아마존강의 지류에는 약 412개의 댐이 가동 중이다. 이 412개의 댐 중 151개는 아마존강으로 흘러드는 6개의 주요 지류에 건설되었다. 브라질과 같은 국가에서는 아마존강의 수력 발전 잠재력의 4%만이 개발되었기 때문에,:35 더 많은 댐 건설 프로젝트가 진행 중이며 수백 개가 더 계획되어 있다. 싼샤 댐이 양쯔강에 미친 환경 파괴, 퇴적, 항해 및 홍수 통제의 부정적인 영향을 목격한 후,:279 과학자들은 아마존에 더 많은 댐을 건설하는 것이 "어류 산란을 막고, 중요한 유기 영양분 흐름을 줄이며, 숲을 파괴"함으로써 동일한 방식으로 생물 다양성을 해칠 것이라고 우려한다. 아마존강을 댐으로 막는 것은 잠재적으로 "자유롭게 흐르는 강들의 종말"을 가져오고 주요 사회적, 환경적 문제를 야기할 "생태계 붕괴"에 기여할 수 있다.

## 물길

### 기원

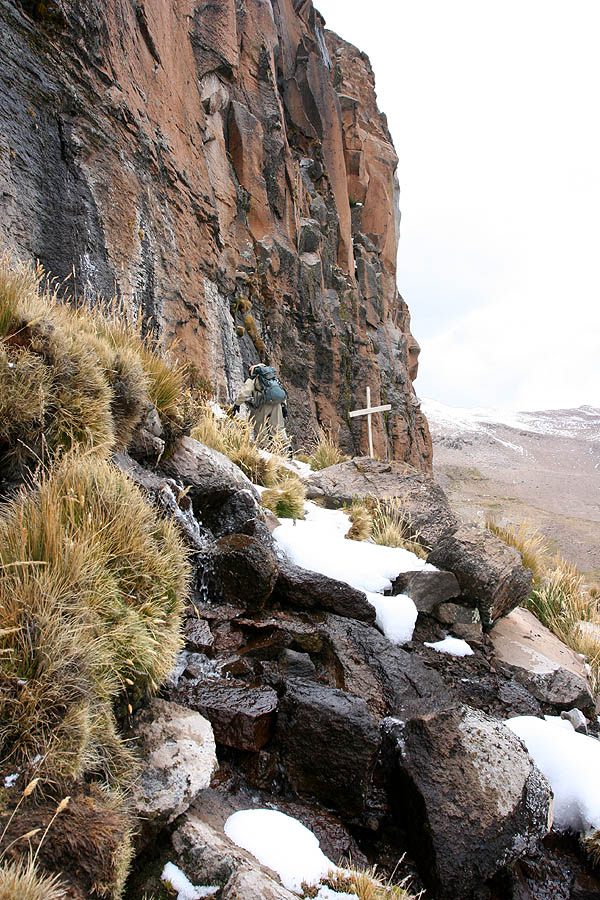
네바도 미스미에 있는 아레키파의 아파체타 절벽에서 아마존강이 발원하는 것으로 생각되었으며, 나무 십자가만으로 표시되어 있다.

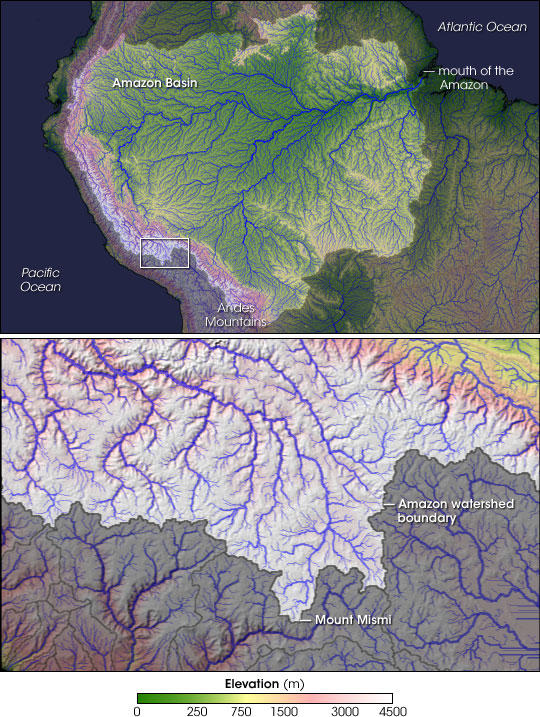
과거 아마존강의 발원지로 여겨졌던 네바도 미스미

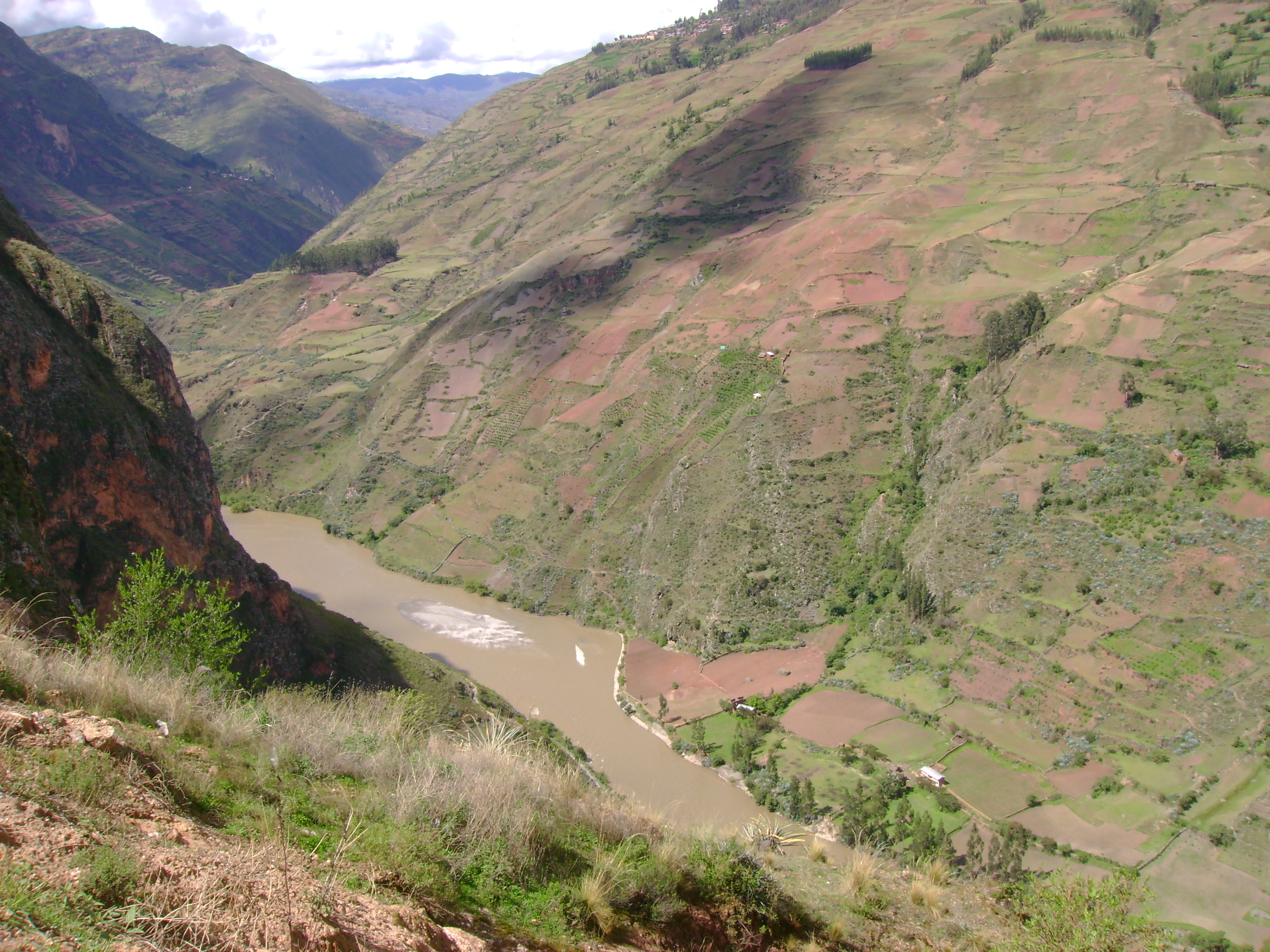
페루의 마라뇬강

아마존강의 가장 먼 발원지는 거의 한 세기 동안 아푸리마크강 유역에 있는 것으로 생각되었다. 이러한 연구는 심지어 1996년, 2001년, 2007년, 그리고 2008년에도 계속 발표되었으며, 다양한 저자들은 티티카카호 서쪽으로 약 160 km (99 mi), 리마 남동쪽으로 약 700 km (430 mi) 떨어진 곳에 위치한 눈 덮인 5,597 m (18,363 ft) 높이의 네바도 미스미 봉우리를 강의 가장 먼 발원지로 확인했다. 이 지점에서 케브라다 카르와산타는 네바도 미스미에서 나와 케브라다 아파체타와 합류하여 곧 리오 요케타를 형성하고, 이는 리오 오르니요스가 되어 결국 리오 아푸리마크와 합류한다.
그러나 왕립지리학회의 동료 검토 저널인 Area에 실린 미국인 제임스 콘토스와 니콜라스 트리페비치의 2014년 연구는 아마존강의 가장 먼 발원지가 실제로 만타로강 유역에 있다고 밝혀냈다. 만타로강과 아푸리마크강의 가장 먼 발원지부터 합류 지점까지의 길이를 비교하는 다양한 방법이 사용되었으며, 만타로강의 길이가 더 길다는 것을 보여주었다. 그 다음 후닌호에서 만타로강 최상류의 여러 잠재적 발원지까지의 거리를 측정하여 코르디예라 루미 크루스가 만타로 유역(따라서 전체 아마존 유역)에서 가장 먼 수원지임을 확인할 수 있었다. 가장 정확한 측정 방법은 각 강을 카약을 타고 발원지부터 합류 지점까지 직접 GPS로 측정하는 것이었다(콘토스 수행). 이러한 측정은 특히 하류의 "심연" 구간에서 각 강이 클래스 IV-V의 특성을 가지고 있기 때문에 어려웠다. 결국, 그들은 만타로 유역의 가장 먼 지점이 아푸리마크 유역의 미스미산보다 거의 80km 더 상류에 있으며, 따라서 아마존강의 최대 길이가 이전에 생각했던 것보다 약 80km 더 길다는 것을 밝혀냈다. 콘토스는 하류로 계속 내려가 대양에 도달하여 새로 확인된 발원지에서 아마존강의 첫 번째 완전한 하강을 마쳤다(2012년 11월 완료). 이 여행은 뉴스가 퍼진 후 두 그룹에 의해 반복되었다.
약 700 km (430 mi) 후, 아푸리마크강은 만타로강과 합류하여 에네강을 형성하고, 에네강은 페레네강과 합류하여 탐보강을 형성하며, 탐보강은 우루밤바강과 합류하여 우카얄리강을 형성한다. 아푸리마크강과 우카얄리강의 합류 후, 강은 안데스 산지를 벗어나 범람원에 둘러싸인다. 이 지점부터 우카얄리강과 마라뇬강의 합류 지점까지 약 1,600 km (990 mi) 동안, 숲이 우거진 강둑은 수면 바로 위에 있으며 강이 최대 홍수 단계를 달성하기 훨씬 전에 침수된다. 낮은 강둑은 몇몇 언덕으로만 끊어져 있으며, 강은 거대한 아마존 우림으로 들어간다.

### 아마존 상류 또는 솔리몽이스

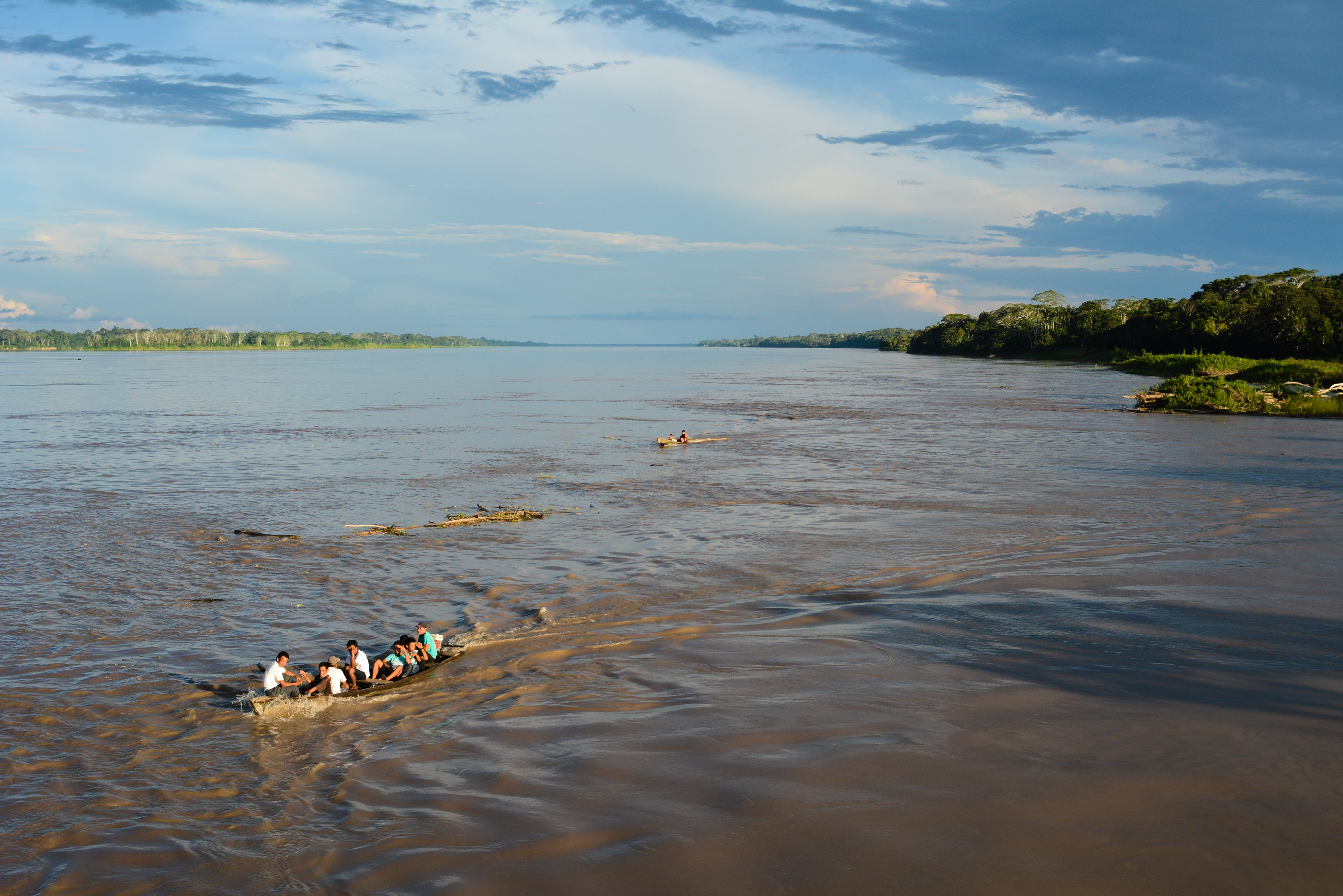
페루 이키토스 근처 아마존강

대부분의 지리학자들이 아마존강 본류의 시작점으로 여기는 우카얄리-마라뇬강의 합류 지점이지만, 브라질에서는 이 지점에서 강이 솔리몽이스 다스 아구아스강으로 알려져 있다. 브라질, 페루, 에콰도르, 콜롬비아, 베네수엘라의 강 시스템과 범람원은 솔리몽이스강과 그 지류로 물이 흘러들어오며, 이를 "아마존 상류"라고 부른다.
아마존강 본류는 주로 브라질과 페루를 가로지르며, 콜롬비아와 페루 국경의 일부를 이룬다. 콜롬비아, 에콰도르, 페루에 여러 주요 지류가 있으며, 이들 중 일부는 마라뇬강과 우카얄리강으로 흘러들고, 다른 일부는 아마존강 본류로 직접 흘러든다. 여기에는 푸투마요강, 카케타강, 바우페스강, 과이니아강, 모로나강, 파스타사강, 누쿠라이강, 우리투야쿠강, 참비라강, 티그레강, 나나이강, 나포강, 우아야가강 등이 있다.
어떤 지점에서는 강이 아나브랜치 또는 여러 채널로 나뉘는데, 종종 매우 길고 내륙 및 측면 수로가 있으며, 이 모든 것은 복잡한 자연 운하 시스템으로 연결되어 낮은 평평한 이가포 지대(강의 낮은 수위에서 5m 이상 높지 않은)를 많은 섬으로 나눈다.
아마존강의 큰 굽이에서 네그루강까지의 카나리아 마을에서 넓은 지역이 고수위 때 물에 잠겨 어두운 숲의 나무 꼭대기만 보인다. 네그루강 (아마존) 어귀 근처에서 세르파까지, 마데이라강 거의 맞은편에 있는 아마존강의 둑은 낮다가 마나우스에 가까워지면서 완만한 언덕이 된다.

### 아마존 하류

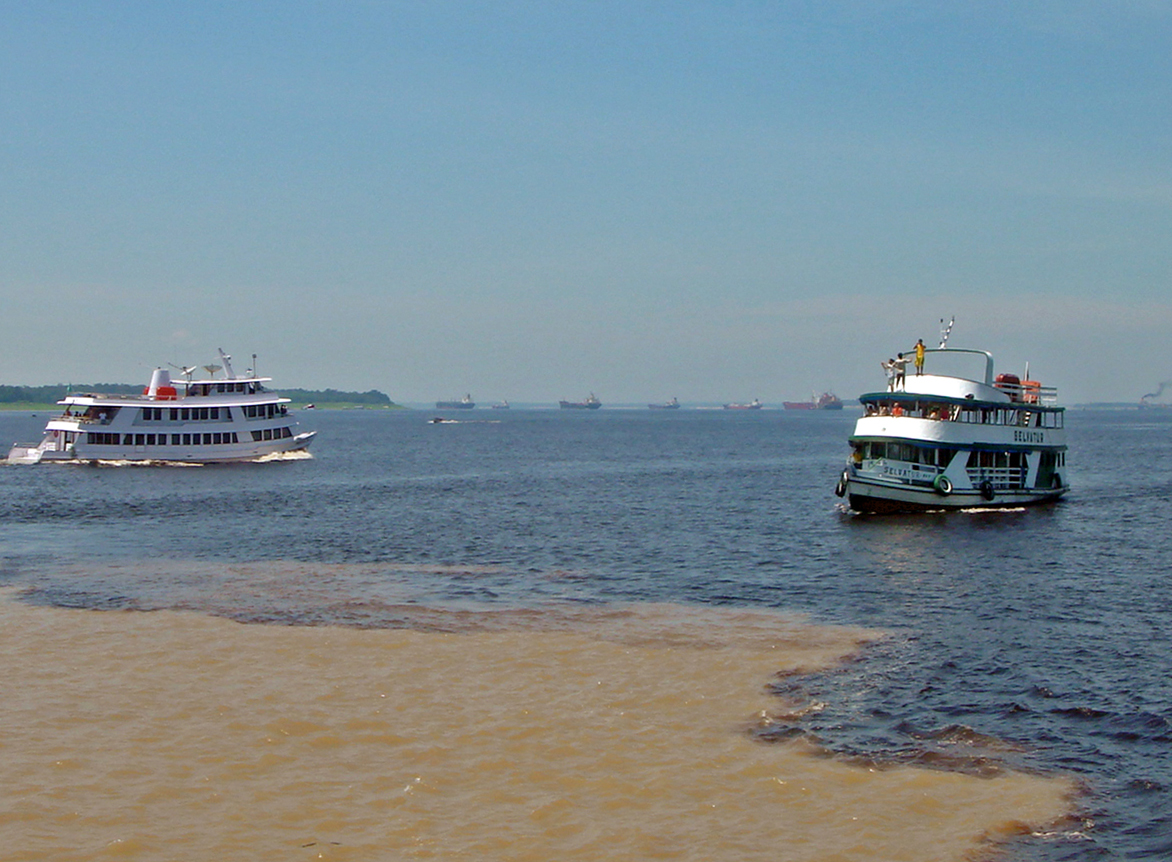
마나우스 근처 네그루강 (아마존)(푸른색)과 솔리몽이스강(모래색)의 합류 지점인 물의 만남

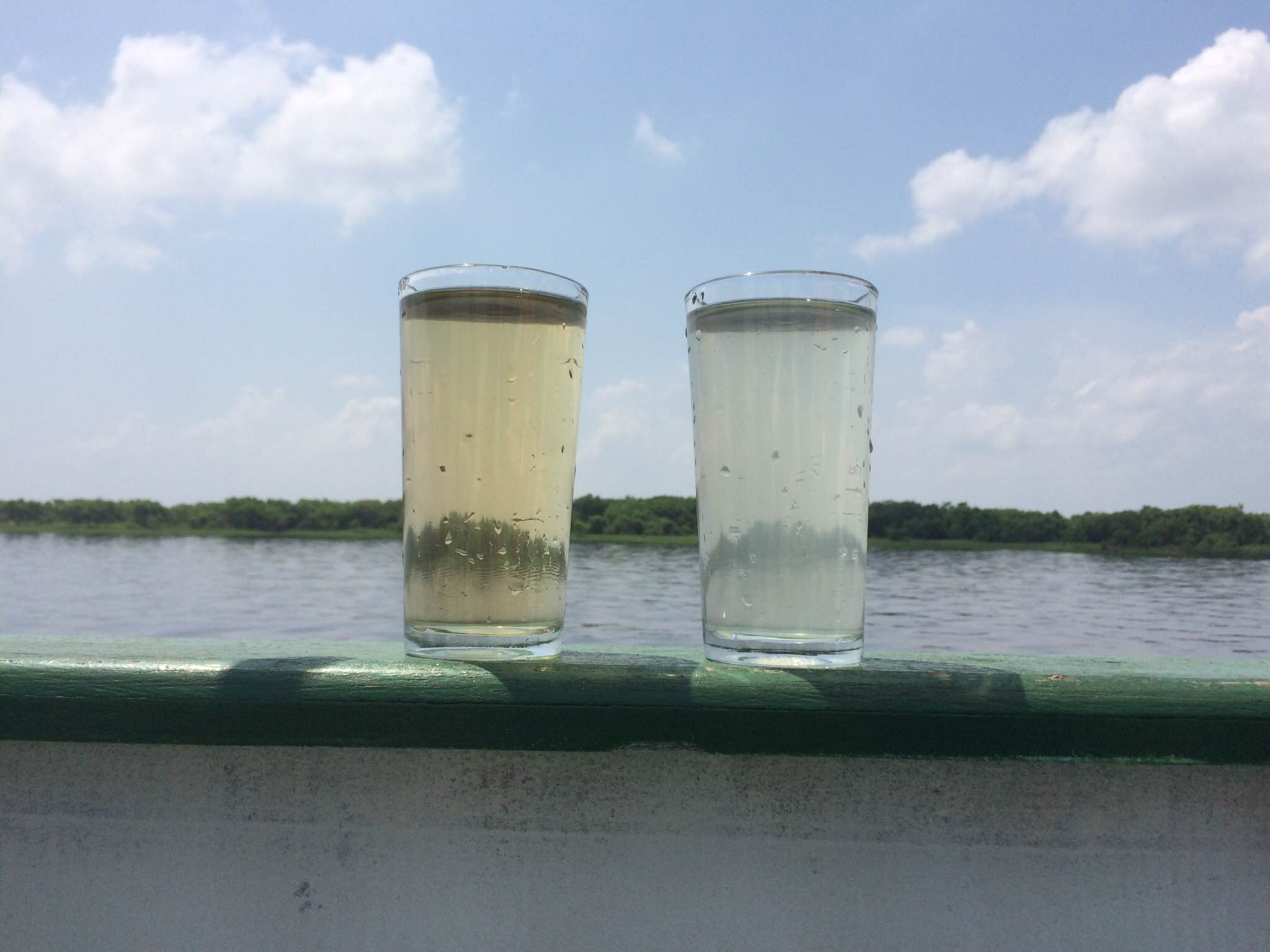
솔리몽이스강(오른쪽)과 네그루강 (아마존)(왼쪽)의 물 샘플

아마존 하류는 어두운 색의 네그루강 (아마존)이 모래색의 솔리몽이스강(아마존 상류)과 만나면서 시작되며, 6 km (3.7 mi) 이상 이 물들은 섞이지 않고 나란히 흐른다. 오비도스에서는 강 위 17m 높이의 절벽 뒤에 낮은 언덕들이 있다. 아마존 하류는 한때 대서양의 만이었던 것으로 보이며, 그 물이 오비도스 근처의 절벽을 침식했다.
아마존강 물의 약 10%만이 오비도스 하류로 유입되며, 그 중 계곡 북쪽 경사면에서 유입되는 양은 매우 적다. 오비도스 시 상류 아마존 유역의 배수 면적은 약 5,000,000 km2 (1,900,000 mi2)이며, 그 아래는 토칸칭스강 유역 1,400,000 km2 (540,000 mi2)를 제외하고 약 1,000,000 km2 (390,000 mi2)(약 20%)에 불과하다. 토칸칭스강은 아마존 삼각주 남쪽으로 유입된다.
강 하류에서 북쪽 둑은 싱구강 어귀 건너편부터 몬테 알레그레 (파라 주)까지 약 240 km (150 mi)에 걸쳐 펼쳐진 가파른 평탄한 언덕들로 이루어져 있다. 이 언덕들은 그 사이와 강 사이에 놓인 일종의 단구로 깎여 있다.
남쪽 강둑에서 싱구강 위쪽으로, 홍수림을 따라 이어진 낮은 절벽 선은 산타렝 (파라주) 근처까지 일련의 완만한 곡선을 그리며 뻗어 있다가 남서쪽으로 굽어져 낮은 타파조스강과 합쳐져 타파조스강 계곡의 단구 경계를 이룬다.

### 어귀

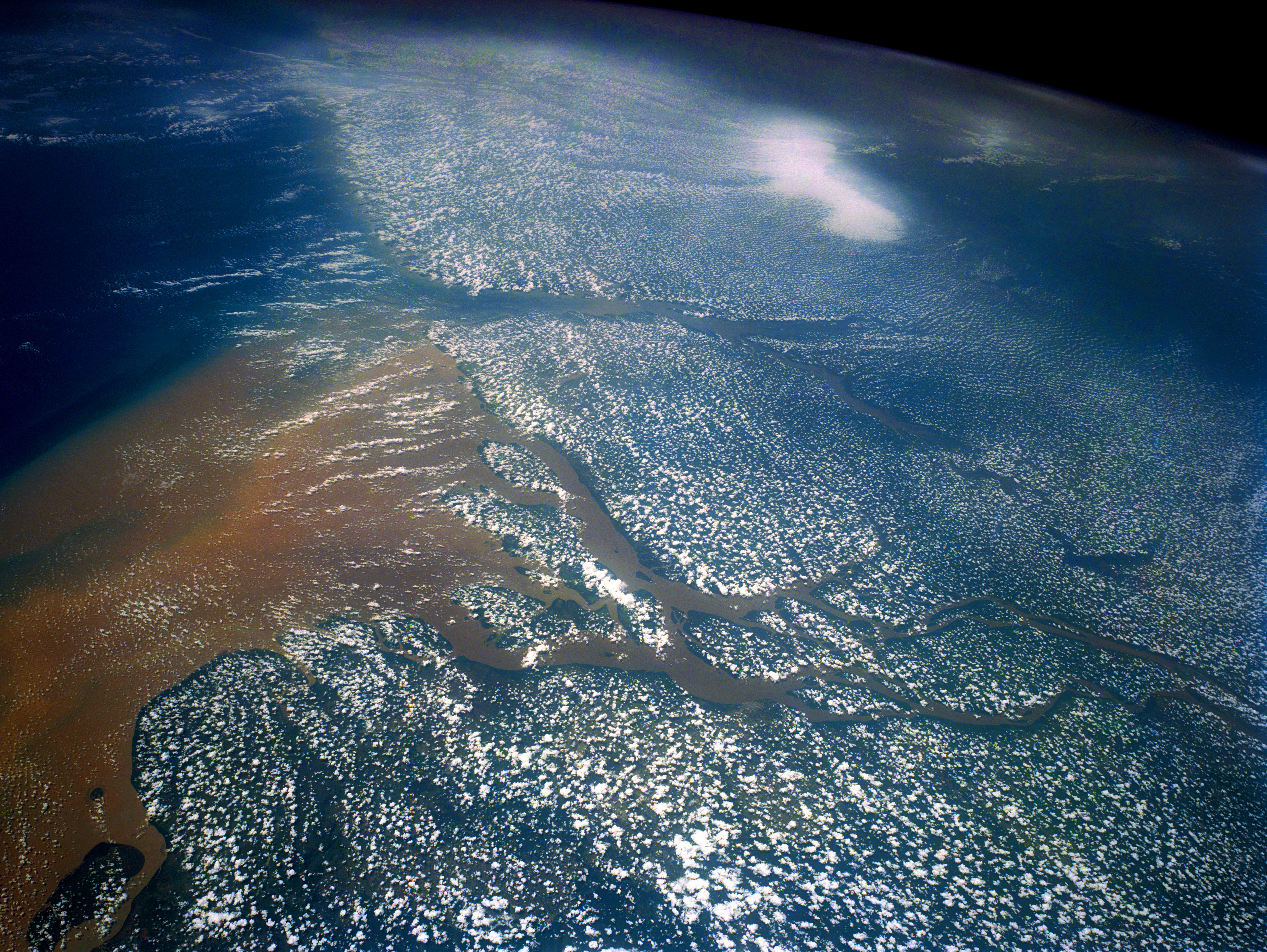
아마존강 하구의 위성 사진, 북쪽에서 남쪽을 바라봄

벨렝은 대서양에 있는 강 어귀의 주요 도시이자 항구이다. 아마존강의 어귀가 정확히 어디에 위치하며 얼마나 넓은지는 이 지역의 특이한 지리 때문에 논란의 여지가 있다. 파라강과 아마존강은 브레베스 (파라 주) 마을 근처의 푸로스(furos)라고 불리는 일련의 강 수로로 연결되어 있으며, 그 사이에 세계에서 가장 큰 강/바다 섬인 마라조섬이 있다.
파라강과 마라조섬의 해양 전면을 포함하면 아마존 어귀는 약 325 km (202 mi) 너비가 된다. 이 경우 강 어귀의 너비는 일반적으로 브라질 아마파주의 프라쿠우바 동쪽으로 곧장 위치한 카보 노르테(Cabo Norte) 곶에서 파라주의 쿠루사 마을 근처에 있는 폰타 다 티조카(Ponta da Tijoca)까지 측정된다.
파라강 어귀를 제외한 더 보수적인 측정 방식으로는 아라과리강 어귀에서 마라조섬 북쪽 해안의 폰타 두 나비우(Ponta do Navio)까지 측정해도 아마존강 어귀의 너비는 180 km (112 mi) 이상이다. 강 본류만 고려한다면, 쿠루아섬(아마파주)과 주루파리섬(파라주) 사이의 너비는 약 15 km (9.3 mi)로 줄어든다.
강의 방류로 형성된 물기둥은 최대 130만 km2를 덮으며 염분, pH, 빛 투과율, 퇴적물 측면에서 열대 북대서양의 넓은 지역의 진흙 바닥에 영향을 미친다.

### 교량의 부족
강의 전체 너비를 가로지르는 교량은 없다. 이는 강이 너무 넓어서 다리를 놓을 수 없기 때문이 아니라, 대부분의 길이에서 공학자들이 강을 가로지르는 다리를 쉽게 건설할 수 있기 때문이다. 대부분의 구간에서 강은 아마존 우림을 흐르며, 이곳에는 도로와 도시가 거의 없다. 대부분의 경우 연락선으로 건널 수 있다. 마나우스와 이란두바를 잇는 마나우스-이란두바 교량은 아마존강의 두 번째로 큰 지류인 네그루강 (아마존)이 합류하기 직전에 놓여 있다.

### 길이에 대한 논쟁

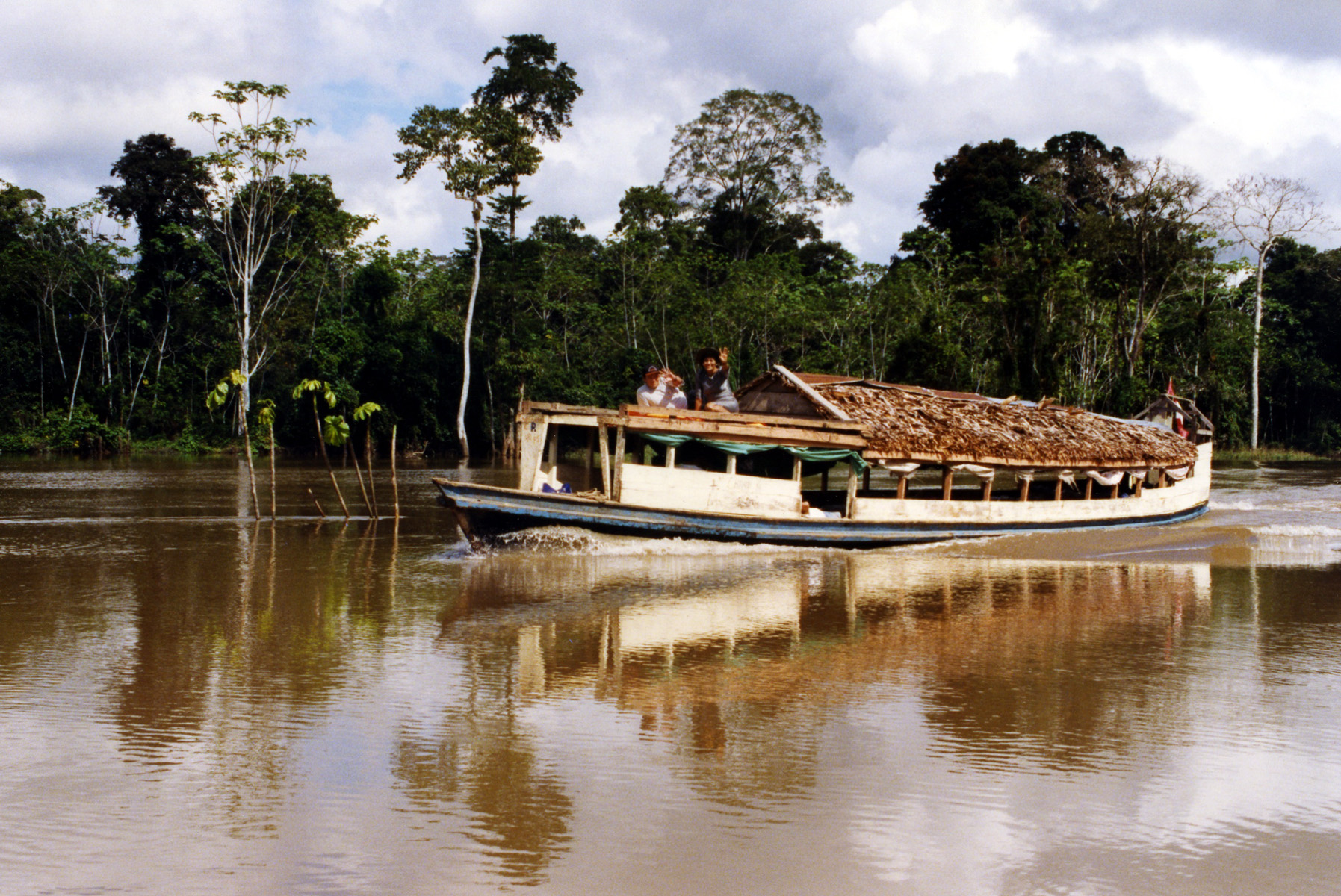
페루의 강 택시

아마존강과 나일강 중 어느 강이 세계에서 가장 긴 강인지에 대한 논쟁은 오랫동안 계속되었지만, 지리학계의 역사적 합의는 아마존강을 세계에서 두 번째로 긴 강으로, 나일강을 가장 긴 강으로 간주해 왔다. 그러나 아마존강의 길이는 6,275 km (3,899 mi)에서 6,992 km (4,345 mi) 사이로 보고되고 있다. 흔히 "최소" 6,575 km (4,086 mi) 길이라고 한다. 나일강은 5,499 to 7,088 km (3,417 to 4,404 mi) 사이라고 보고된다. 흔히 "약" 6,650 km (4,130 mi) 길이라고 한다. 지리적 발원지와 하구의 위치, 측정 척도, 길이 측정 기술 등 여러 요인이 이러한 측정에 영향을 미칠 수 있다(자세한 내용은 길이순 강 목록 참조).
2008년 7월, 브라질 국립 우주 연구소는 아마존강이 나일강보다 140 km (87 mi) 더 길다고 주장하는 뉴스 기사를 웹페이지에 게재했다. 아마존강의 길이는 아파체타 크릭을 발원지로 삼아 6,992 km (4,345 mi)로 계산되었다. 같은 기술을 사용하여 나일강의 길이는 6,853 km (4,258 mi)로 계산되었는데, 이는 이전 추정치보다 길지만 여전히 아마존강보다 짧다. 이 결과는 아마존강을 카날 두 술(Canal do Sul)의 조수 하구 시작점까지 하류로 측정하고, 급회전하여 마라조섬을 둘러싸는 조수 운하를 따라가 최종적으로 리오 파라만(Río Pará bay)의 해수 전체 길이를 포함하여 얻어졌다. 내셔널 지오그래픽 (잡지) 웹페이지의 이전 기사에 따르면, 아마존강의 길이는 브라질 과학자에 의해 6,800 km (4,200 mi)로 계산되었다. 2007년 6월, 브라질 지리통계연구소 (IBGE) 과학 국장 기두 젤리는 런던의 데일리 텔레그래프 신문에 아마존강이 세계에서 가장 긴 강으로 간주될 수 있다고 말했다. 그러나 위의 출처에 따르면 두 결과 모두 발표되지 않았으며 연구자들의 방법론에 대한 의문이 제기되었다. 2009년에는 동료 검토 논문이 발표되었는데, 위성 이미지 분석과 원천 지역 현장 조사를 결합하여 측정한 결과 나일강의 길이는 7,088 km (4,404 mi), 아마존강의 길이는 6,575 km (4,086 mi)라고 밝혔다.
브리태니커 백과사전에 따르면, 아마존강의 최종 길이는 해석과 지속적인 논쟁의 여지가 남아있다.

## 유역
세계에서 가장 큰 아마존 분지는 남아메리카의 약 40%를 차지하며, 면적은 약 7,050,000 km2 (2,720,000 mi2)이다. 이 분지는 페루의 이키토스에서 브라질을 가로질러 동쪽으로 대서양까지 흐른다. 이 분지는 북위 5도에서 남위 20도까지의 물을 모은다. 가장 멀리 떨어진 수원지는 태평양에서 가까운 안데스산맥 사이의 고원에 있다.
아마존강과 그 지류는 매 우기에 범람하는 광대한 삼림 지대가 특징이다. 매년 강은 9 m (30 ft) 이상 높아져 주변 숲인 민물 습지림("범람 숲")을 범람시킨다. 아마존의 범람 숲은 전 세계에서 이 서식지 유형의 가장 광범위한 예이다. 평균 건기에는 110,000 km2 (42,000 mi2)의 땅이 물로 덮여 있지만, 우기에는 아마존 분지의 범람 면적이 350,000 km2 (140,000 mi2)로 증가한다.
아마존강이 대서양으로 방출하는 물의 양은 엄청나다. 우기에는 최대 300,000 m3/s (11,000,000 cu ft/s)에 달하며, 1973년부터 1990년까지 평균 209,000 m3/s (7,400,000 cu ft/s)를 기록했다. 아마존강은 지구의 민물이 해양으로 유입되는 양의 약 20%를 차지한다. 이 강은 엄청난 양의 민물 물기둥을 바다로 밀어낸다. 이 물기둥은 길이가 약 400 km (250 mi)이고 너비가 100 and 200 km (62 and 124 mi)에 달한다. 민물은 더 가볍기 때문에 해수 위를 흐르며, 최대 2,500,000 km2 (970,000 mi2)에 달하는 지역의 염분을 희석하고 해수면의 색을 바꾼다. 수세기 동안 선박들은 아마존강 하구 근처에서 민물을 발견했다고 보고했는데, 이는 육지에서는 보이지 않는 드넓은 바다 한가운데에서 발견된 것이었다.
그럼에도 불구하고 대서양은 아마존강의 대부분의 퇴적물을 바다로 운반할 수 있을 만큼 충분한 파도와 조력 에너지를 가지고 있으므로 아마존강은 중요한 삼각주를 형성하지 않는다. 세계의 큰 삼각주들은 모두 비교적 보호된 수역에 있는 반면, 아마존강은 격동하는 대서양으로 직접 흘러든다.
아마존강과 오리노코강 유역 사이에는 소위 카시키아레 운하라고 불리는 자연적인 물 연결이 있다. 카시키아레 운하는 오리노코강 상류의 분기하천으로, 남쪽으로 네그루강 (아마존)으로 흐르고, 네그루강은 다시 아마존강으로 흐른다. 카시키아레 운하는 지구상에서 두 개의 주요 강 시스템을 연결하는 가장 큰 강으로, 소위 분기점이다.

## 유수량
아마존 삼각주의 평균 유수량; 2003년 ~ 2015년 기간: 7,200 km3/a (230,000 m3/s)
| 연도 | (km3) | (m3/s)  | 연도 | (km3) | (m3/s)  |
| ---- | ----- | ------- | ---- | ----- | ------- |
| 2003 | 6,470 | 205,000 | 2010 | 6,464 | 205,000 |
| 2004 | 6,747 | 214,000 | 2011 | 7,378 | 234,000 |
| 2005 | 6,522 | 207,000 | 2012 | 7,513 | 238,000 |
| 2006 | 7,829 | 248,000 | 2013 | 7,288 | 231,000 |
| 2007 | 7,133 | 226,000 | 2014 | 7,674 | 243,000 |
| 2008 | 7,725 | 245,000 | 2015 | 6,657 | 211,000 |
| 2009 | 8,200 | 260,000 |      |       |         |

### 아마존 삼각주
토칸칭스강을 포함한 아마존강의 유수량. 1920년부터 시작된 전체 계열.
| 연도  | 유수량 |      | 연도 | 유수량 |
| ----- | ------ | ---- | ---- | ------ |
| 2015  | 210.9  | 1967 | 231  |        |
| 2014  | 243.2  | 1966 | 237  |        |
| 2013  | 230.9  | 1965 | 232  |        |
| 2012  | 238.1  | 1964 | 218  |        |
| 2011  | 233.8  | 1963 | 240  |        |
| 2010  | 204.8  | 1962 | 220  |        |
| 2009  | 260    | 1961 | 229  |        |
| 2008  | 244.8  | 1960 | 207  |        |
| 2007  | 226    | 1959 | 236  |        |
| 2006  | 248.1  | 1958 | 229  |        |
| 2005  | 206.7  | 1957 | 210  |        |
| 2004  | 213.8  | 1956 | 230  |        |
| 2003  | 205    | 1955 | 233  |        |
| 2002  | 214    | 1954 | 238  |        |
| 2001  | 216    | 1953 | 234  |        |
| 2000  | 234    | 1952 | 223  |        |
| 1999  | 212    | 1951 | 227  |        |
| 1998  | 149    | 1950 | 230  |        |
| 1997  | 201    | 1949 | 213  |        |
| 1996  | 212    | 1948 | 228  |        |
| 1995  | 195    | 1947 | 210  |        |
| 1994  | 240    | 1946 | 222  |        |
| 1993  | 218    | 1945 | 192  |        |
| 1992  | 156    | 1944 | 220  |        |
| 1991  | 218    | 1943 | 208  |        |
| 1990  | 198    | 1942 | 200  |        |
| 1989  | 230    | 1941 | 203  |        |
| 1988  | 200    | 1940 | 208  |        |
| 1987  | 180    | 1939 | 229  |        |
| 1986  | 208    | 1938 | 200  |        |
| 1985  | 240    | 1937 | 188  |        |
| 1984  | 270    | 1936 | 183  |        |
| 1983  | 186    | 1935 | 215  |        |
| 1982  | 236    | 1934 | 230  |        |
| 1981  | 202    | 1933 | 200  |        |
| 1980  | 190    | 1932 | 214  |        |
| 1979  | 224    | 1931 | 190  |        |
| 1978  | 233    | 1930 | 209  |        |
| 1977  | 232    | 1929 | 201  |        |
| 1976  | 239    | 1928 | 208  |        |
| 1975  | 242    | 1927 | 220  |        |
| 1974  | 242    | 1926 | 202  |        |
| 1973  | 224    | 1925 | 210  |        |
| 1972  | 238    | 1924 | 222  |        |
| 1971  | 235    | 1923 | 210  |        |
| 1970  | 220    | 1922 | 219  |        |
| 1969  | 211    | 1921 | 224  |        |
| 1968  | 210    | 1920 | 200  |        |
| 출처: |        |      |      |        |

| 월    | 유수량  | 유수량 | 유수량 |
| 월    | 아마존  |        | 파라강 |
| ----- | ------- | ------ | ------ |
| 1월   | 126,100 | 7,300  |        |
| 2월   | 177,100 | 14,200 |        |
| 3월   | 186,300 | 18,200 |        |
| 4월   | 201,300 | 28,700 |        |
| 5월   | 236,600 | 38,700 |        |
| 6월   | 275,600 | 40,500 |        |
| 7월   | 296,900 | 32,600 |        |
| 8월   | 288,500 | 14,500 |        |
| 9월   | 262,500 | 6,100  |        |
| 10월  | 227,000 | 2,500  |        |
| 11월  | 118,800 | 1,000  |        |
| 12월  | 82,400  | 1,000  |        |
|       |         |        |        |
| 평균  | 206,600 |        | 17,100 |
| 출처: |         |        |        |

### 산타렝
산타렝 (파라주) 측정소의 아마존강 유수량.
| 연도                        | 유수량 (m3/s) | 유수량 (m3/s) | 유수량 (m3/s) |
| 연도                        | 최소          | 평균          | 최대          |
| --------------------------- | ------------- | ------------- | ------------- |
| 1998                        | 69,202        | 175,218       | 278,306       |
| 1999                        | 73,921        | 182,266       | 270,080       |
| 2000                        | 73,306        | 171,899       | 275,060       |
| 2001                        | 67,300        | 173,517       | 268,820       |
| 2002                        | 92,711        | 207,186       | 296,805       |
| 2003                        | 100,473       | 182,767       | 252,626       |
| 2004                        | 100,986       | 184,880       | 265,644       |
| 2005                        | 67,464        | 172,411       | 280,340       |
| 2006                        | 91,126        | 192,500       | 301,860       |
| 2007                        | 73,256        | 192,715       | 309,478       |
| 2008                        | 101,146       | 198,128       | 316,669       |
| 2009                        | 76,598        | 204,920       | 303,192       |
| 2010                        | 72,101        | 172,255       | 255,208       |
| 2011                        | 65,803        | 155,030       | 256,798       |
| 2012                        | 50,070        | 194,883       | 323,680       |
| 2013                        | 55,108        | 206,295       | 305,526       |
| 2014                        | 151,997       | 235,390       | 338,905       |
| 2015                        | 70,119        | 261,580       | 378,767       |
| 2016                        | 69,995        | 230,788       | 367,296       |
| 2017                        | 104,111       | 223,193       | 352,935       |
| 2018                        | 95,376        | 262,946       | 386,022       |
| 2019                        | 96,260        | 260,664       | 382,840       |
| 2020                        | 72,955        | 234,725       | 388,213       |
| 2021                        | 94,903        | 262,264       | 376,740       |
| 2022                        | 101,693       | 259,902       | 405,999       |
| 2023                        | 46,130        | 217,551       | 370,109       |
| 2024                        | 48,898        | 198,627       | 350,570       |
| 출처: The Flood Observatory |               |               |               |

| 월    | 유수량 (m3/s) |
| ----- | ------------- |
| 1월   | 137,749       |
| 2월   | 163,264       |
| 3월   | 186,036       |
| 4월   | 206,989       |
| 5월   | 220,717       |
| 6월   | 221,055       |
| 7월   | 209,765       |
| 8월   | 186,655       |
| 9월   | 149,159       |
| 10월  | 112,032       |
| 11월  | 102,544       |
| 12월  | 114,746       |
|       |               |
| 출처: |               |

### 오비도스
오비도스 (파라 주) 측정소의 아마존강 유수량. 1903년부터 시작된 전체 계열.
| 연도  | 최소    | 평균    | 최대    |      | 연도    | 최소    | 평균    | 최대 |
| ----- | ------- | ------- | ------- | ---- | ------- | ------- | ------- | ---- |
| 2023  | 61,000  | 154,988 | 333,700 | 1962 | 92,800  | 167,864 | 245,100 |      |
| 2022  | 77,200  | 162,990 | 375,200 | 1961 | 77,800  | 153,577 | 221,400 |      |
| 2021  | 106,700 | 177,000 | 353,800 | 1960 | 99,300  | 161,502 | 230,300 |      |
| 2020  | 92,800  | 170,912 | 344,800 | 1959 | 103,000 | 159,604 | 231,900 |      |
| 2019  | 87,900  | 162,810 | 352,300 | 1958 | 73,700  | 153,243 | 234,300 |      |
| 2018  | 92,300  | 180,232 | 336,200 | 1957 | 84,200  | 156,814 | 227,200 |      |
| 2017  | 93,300  | 181,025 | 352,100 | 1956 | 123,700 | 160,720 | 236,100 |      |
| 2016  | 87,600  | 159,308 | 347,500 | 1955 | 80,100  | 166,970 | 252,700 |      |
| 2015  | 120,400 | 186,731 | 355,300 | 1954 | 94,400  | 173,000 | 253,300 |      |
| 2014  | 113,000 | 196,940 | 321,700 | 1953 | 90,600  | 189,070 | 394,000 |      |
| 2013  | 117,400 | 193,573 | 301,200 | 1952 | 94,100  | 158,150 | 317,000 |      |
| 2012  | 87,900  | 192,292 | 370,000 | 1951 | 101,900 | 161,110 | 283,000 |      |
| 2011  | 80,600  | 176,523 | 242,800 | 1950 | 78,200  | 166,078 | 368,000 |      |
| 2010  | 77,100  | 165,902 | 254,000 | 1949 | 116,700 | 171,323 | 356,000 |      |
| 2009  | 85,800  | 198,590 | 291,040 | 1948 | 78,400  | 159,946 | 288,000 |      |
| 2008  | 87,700  | 193,072 | 280,800 | 1947 | 109,200 | 165,500 | 213,000 |      |
| 2007  | 95,500  | 174,068 | 278,600 | 1946 | 93,700  | 172,012 | 283,000 |      |
| 2006  | 88,400  | 184,690 | 279,200 | 1945 | 88,200  | 148,566 | 244,000 |      |
| 2005  | 72,800  | 161,830 | 273,500 | 1944 | 96,800  | 174,608 | 309,000 |      |
| 2004  | 86,400  | 165,096 | 218,500 | 1943 | 88,200  | 161,866 | 260,000 |      |
| 2003  | 90,400  | 170,802 | 248,000 | 1942 | 93,200  | 154,500 | 236,000 |      |
| 2002  | 93,700  | 177,493 | 265,400 | 1941 | 86,800  | 156,379 | 231,000 |      |
| 2001  | 74,400  | 175,527 | 257,000 | 1940 | 119,000 | 157,708 | 213,000 |      |
| 2000  | 87,900  | 181,146 | 258,500 | 1939 | 126,000 | 174,625 | 281,000 |      |
| 1999  | 75,300  | 185,737 | 299,700 | 1938 | 94,000  | 154,412 | 257,000 |      |
| 1998  | 75,000  | 149,382 | 268,200 | 1937 | 82,800  | 143,237 | 212,000 |      |
| 1997  | 72,400  | 169,129 | 265,800 | 1936 | 81,900  | 139,133 | 212,000 |      |
| 1996  | 108,600 | 180,190 | 251,200 | 1935 | 82,500  | 169,612 | 299,000 |      |
| 1995  | 74,600  | 151,499 | 259,300 | 1934 | 129,000 | 173,166 | 292,000 |      |
| 1994  | 106,000 | 200,335 | 296,000 | 1933 | 83,600  | 154,658 | 256,000 |      |
| 1993  | 106,000 | 181,290 | 262,000 | 1932 | 93,400  | 165,096 | 260,000 |      |
| 1992  | 91,800  | 138,555 | 194,600 | 1931 | 88,500  | 146,354 | 230,000 |      |
| 1991  | 82,500  | 169,444 | 248,000 | 1930 | 98,400  | 158,679 | 243,000 |      |
| 1990  | 83,400  | 167,368 | 235,000 | 1929 | 86,600  | 156,037 | 276,000 |      |
| 1989  | 120,000 | 206,941 | 346,000 | 1928 | 92,600  | 151,000 | 284,000 |      |
| 1988  | 92,300  | 165,547 | 228,000 | 1927 | 119,600 | 159,940 | 231,900 |      |
| 1987  | 92,200  | 164,552 | 231,000 | 1926 | 70,700  | 111,513 | 151,400 |      |
| 1986  | 125,000 | 182,247 | 244,000 | 1925 | 96,000  | 171,547 | 250,800 |      |
| 1985  | 113,000 | 159,840 | 190,000 | 1924 | 95,500  | 142,416 | 202,900 |      |
| 1984  | 105,000 | 173,350 | 259,000 | 1923 | 91,500  | 178,802 | 246,300 |      |
| 1983  | 86,100  | 140,892 | 179,000 | 1922 | 129,000 | 187,619 | 279,200 |      |
| 1982  | 96,100  | 186,200 | 302,000 | 1921 | 93,000  | 174,784 | 268,900 |      |
| 1981  | 88,300  | 149,806 | 191,000 | 1920 | 116,900 | 175,452 | 255,200 |      |
| 1980  | 91,200  | 142,473 | 176,000 | 1919 | 88,700  | 148,443 | 209,000 |      |
| 1979  | 91,500  | 169,696 | 267,000 | 1918 | 103,000 | 170,543 | 260,200 |      |
| 1978  | 115,300 | 178,293 | 257,000 | 1917 | 94,400  | 136,835 | 215,600 |      |
| 1977  | 119,700 | 176,834 | 269,000 | 1916 | 70,100  | 144,984 | 213,800 |      |
| 1976  | 95,400  | 192,734 | 327,000 | 1915 | 86,700  | 159,604 | 235,700 |      |
| 1975  | 106,000 | 197,545 | 307,000 | 1914 | 94,600  | 171,882 | 253,600 |      |
| 1974  | 131,600 | 193,870 | 280,000 | 1913 | 131,000 | 178,132 | 252,700 |      |
| 1973  | 123,000 | 179,537 | 250,000 | 1912 | 112,500 | 135,047 | 185,700 |      |
| 1972  | 109,000 | 182,624 | 264,000 | 1911 | 83,200  | 159,710 | 232,100 |      |
| 1971  | 121,400 | 187,121 | 288,000 | 1910 | 102,000 | 154,024 | 237,100 |      |
| 1970  | 84,500  | 163,232 | 239,000 | 1909 | 76,400  | 170,095 | 274,800 |      |
| 1969  | 89,200  | 156,720 | 210,000 | 1908 | 102,100 | 176,793 | 267,700 |      |
| 1968  | 113,000 | 148,220 | 202,000 | 1907 | 84,600  | 140,184 | 224,800 |      |
| 1967  | 89,000  | 162,506 | 227,000 | 1906 | 69,600  | 142,194 | 202,200 |      |
| 1966  | 87,300  | 143,868 | 207,400 | 1905 | 93,500  | 141,524 | 203,900 |      |
| 1965  | 85,400  | 144,650 | 215,600 | 1904 | 93,300  | 174,561 | 262,500 |      |
| 1964  | 103,500 | 136,612 | 202,300 | 1903 | 82,800  | 148,220 | 230,000 |      |
| 1963  | 72,800  | 141,190 | 226,800 |      |         |         |         |      |
| 출처: |         |         |         |      |         |         |         |      |

| 월    | 유수량 (m3/s) |
| ----- | ------------- |
| 1월   | 137,749       |
| 2월   | 163,264       |
| 3월   | 186,036       |
| 4월   | 206,989       |
| 5월   | 220,717       |
| 6월   | 221,055       |
| 7월   | 209,765       |
| 8월   | 186,655       |
| 9월   | 149,159       |
| 10월  | 112,032       |
| 11월  | 102,544       |
| 12월  | 114,746       |
|       |               |
| 출처: |               |

### 이타코아티아라
이타코아티아라 측정소의 아마존강 유수량.
| 연도                        | 유수량 (m3/s) | 유수량 (m3/s) | 유수량 (m3/s) |
| 연도                        | 최소          | 평균          | 최대          |
| --------------------------- | ------------- | ------------- | ------------- |
| 1998                        | 41,312        | 139,002       | 240,396       |
| 1999                        | 64,130        | 171,662       | 288,869       |
| 2000                        | 52,870        | 161,345       | 261,176       |
| 2001                        | 30,670        | 157,286       | 256,627       |
| 2002                        | 67,979        | 164,171       | 252,425       |
| 2003                        | 82,556        | 149,274       | 228,998       |
| 2004                        | 66,183        | 139,926       | 223,929       |
| 2005                        | 57,598        | 145,002       | 258,383       |
| 2006                        | 61,265        | 168,975       | 268,108       |
| 2007                        | 74,679        | 161,393       | 238,839       |
| 2008                        | 71,572        | 168,065       | 259,841       |
| 2009                        | 59,298        | 166,100       | 275,544       |
| 2010                        | 53,715        | 128,035       | 215,638       |
| 2011                        | 42,192        | 129,710       | 230,293       |
| 2012                        | 29,489        | 172,103       | 291,537       |
| 2013                        | 51,341        | 172,201       | 286,872       |
| 2014                        | 85,599        | 192,462       | 324,191       |
| 2015                        | 66,094        | 221,843       | 339,832       |
| 2016                        | 41,063        | 167,746       | 311,494       |
| 2017                        | 60,218        | 205,382       | 329,771       |
| 2018                        | 65,629        | 202,838       | 316,291       |
| 2019                        | 96,549        | 227,078       | 340,215       |
| 2020                        | 44,698        | 214,586       | 352,671       |
| 2021                        | 85,862        | 236,885       | 354,795       |
| 2022                        | 56,758        | 214,763       | 337,412       |
| 2023                        | 38,496        | 173,676       | 304,336       |
| 2024                        | 27,088        | 156,907       | 297,641       |
| 출처: The Flood Observatory |               |               |               |

| 월    | 유수량 (m3/s) |
| ----- | ------------- |
| 1월   | 122,910       |
| 2월   | 146,170       |
| 3월   | 170,972       |
| 4월   | 185,403       |
| 5월   | 198,166       |
| 6월   | 200,022       |
| 7월   | 190,811       |
| 8월   | 170,101       |
| 9월   | 133,948       |
| 10월  | 99,706        |
| 11월  | 93,029        |
| 12월  | 103,054       |
|       |               |
| 출처: |               |

## 퇴적물 부하량
퇴적물 부하량 (S - 754 x 106 톤/년) (1996년부터 2007년까지의 기간) 오비도스 (파라 주) 측정소에서.
| 연도  | S   |      | 연도 | S |
| ----- | --- | ---- | ---- | - |
| 1996  | 672 | 2002 | 802  |   |
| 1997  | 691 | 2003 | 832  |   |
| 1998  | 652 | 2004 | 807  |   |
| 1999  | 732 | 2005 | 797  |   |
| 2000  | 692 | 2006 | 742  |   |
| 2001  | 787 | 2007 | 842  |   |
| 출처: |     |      |      |   |

## 홍수

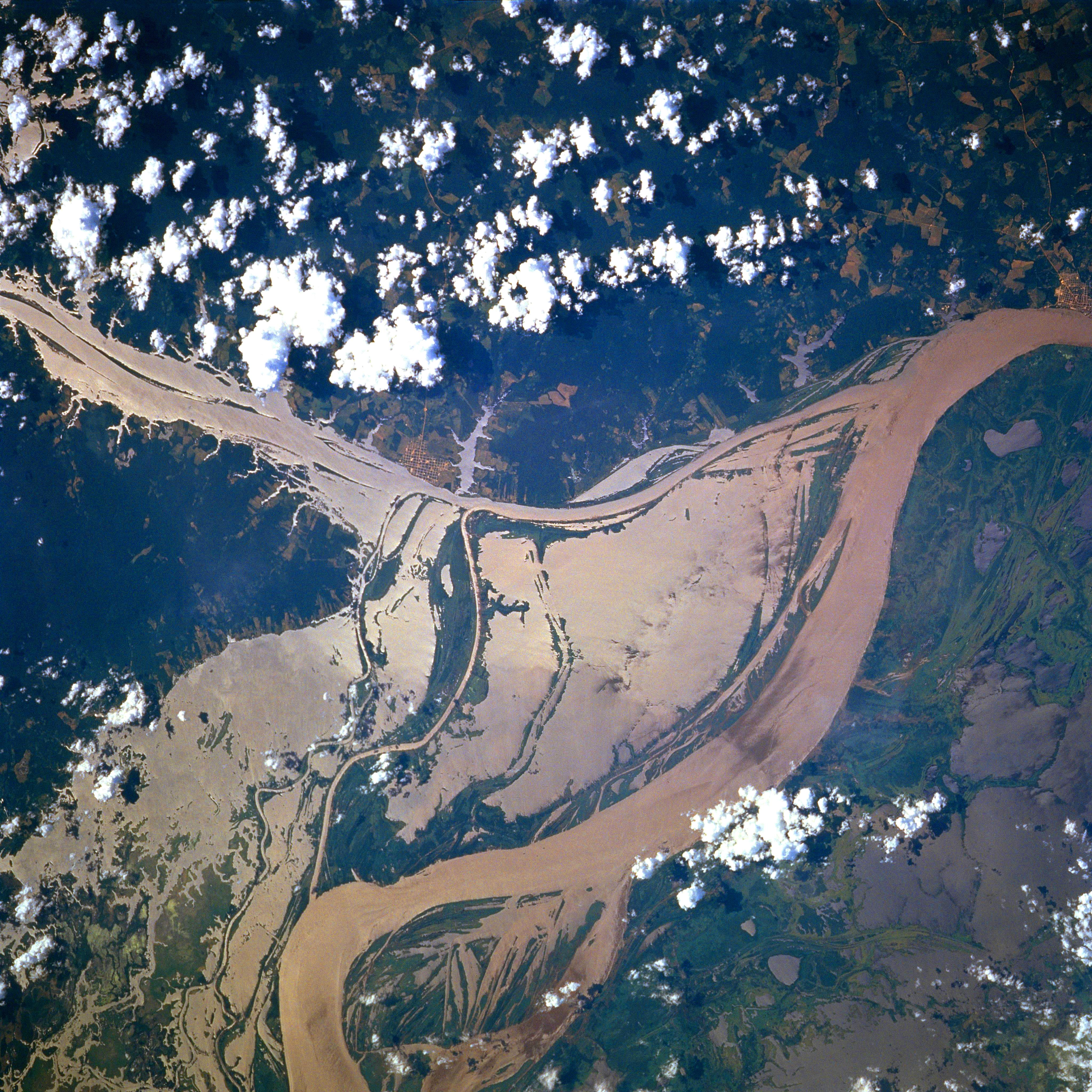
범람한 아마존강 일부의 미국 항공 우주국 위성 사진

아마존강의 모든 지류가 같은 시기에 범람하는 것은 아니다. 많은 지류는 11월에 범람하기 시작하여 6월까지 수위가 계속 상승할 수 있다. 네그루강 (아마존)의 수위는 2월 또는 3월에 상승하기 시작하여 6월에 수위가 내려가기 시작한다. 마데이라강은 아마존강의 나머지 대부분보다 두 달 먼저 수위가 상승하고 내려간다.
마나카푸루와 오비도스 사이 아마존강의 깊이는 20 and 26 m (66 and 85 ft) 사이로 계산되었다. 마나카푸루에서 아마존강의 수위는 해수면보다 약 24 m (79 ft) 밖에 높지 않다. 마나카푸루 하류 아마존강 물의 절반 이상이 해수면보다 낮다. 가장 낮은 구간에서 아마존강의 깊이는 평균 20 to 50 m (66 to 164 ft)이며, 일부 지역에서는 100 m (330 ft)에 달한다.
주요 강은 마나우스까지 대형 외양 증기선이 항해할 수 있으며, 이는 하구에서 1,500 km (930 mi) 상류에 해당한다. 9000톤 미만, 흘수 5.5 m (18 ft) 미만의 소형 외양 선박은 바다에서 3,600 km (2,200 mi) 떨어진 페루 이키토스까지 도달할 수 있다. 소형 강선은 이보다 780 km (480 mi) 더 상류인 아추알 포인트까지 도달할 수 있다. 그 너머로는 소형 보트들이 페루 아추알 포인트 바로 위에 있는 만세리체협곡까지 자주 올라간다.
연간 홍수는 북반구 겨울 늦은 만조 시기에 발생하는데, 이때 대서양의 들어오는 물이 아마존 삼각주로 깔때기처럼 집중된다. 그 결과로 발생하는 굴절하는 조석해일은 포로로카라고 불리며, 선행 파도는 최대 7.6 m (25 ft) 높이에 달할 수 있고 내륙으로 최대 800 km (500 mi)까지 이동할 수 있다.

## 지질
아마존강은 약 1180만 년에서 1130만 년 전인 마이오세 시대에 대륙을 가로지르는 강으로 시작되었으며, 약 240만 년 전 초기 플라이스토세에 현재의 모습을 갖추었다.
백악기 동안 원시 아마존강은 서쪽으로 흘렀는데, 대륙들이 연결되어 서부 곤드와나를 형성했던 당시의 현재 아프리카 내륙에서 출발하는 원시 아마존-콩고강 시스템의 일부였다. 8천만 년 전, 두 대륙은 분리되었다. 1천5백만 년 전, 안데스 산맥의 주요 융기 단계가 시작되었다. 이 지각 운동은 나스카판이 남아메리카판 아래로 섭입하면서 발생한다. 안데스 산맥의 융기와 브라질 및 가이아나 순상지의 기반암 순상지의 연결은 강을 막아 아마존 분지가 거대한 내륙 해가 되게 했다. 점차적으로 이 내륙 해는 거대한 늪지대의 민물 호수가 되었고 해양 생물들은 민물 생활에 적응했다.
1,100만~1,000만 년 전, 물은 서쪽에서 사암을 뚫고 흐르면서 아마존강은 동쪽으로 흐르기 시작했고, 이로 인해 아마존 우림이 생겨났다. 빙기 동안 해수면이 낮아지면서 거대한 아마존 호수는 급격히 배수되어 강이 되었고, 이 강은 결국 논란의 여지가 있는 세계에서 가장 긴 강이 되어 지구상에서 가장 광대한 우림 지역의 물을 배수하게 되었다.
아마존강과 나란히 거대한 함자강이라는 대수층이 있는데, 2011년 8월에 그 발견이 공개되었다.

## 보호 지역
| 이름                          | 국가     | 좌표                                                 | 이미지 | 참고   |
| ----------------------------- | -------- | ---------------------------------------------------- | ------ | ------ |
| 알파우아요-미샤나 국립 보호구 | 페루     | 남위 3° 56′ 서경 73° 33′  / 남위 3.933° 서경 73.550° |        | [ 69 ] |
| 아마카야쿠 국립공원           | 콜롬비아 | 남위 3° 29′ 서경 72° 12′  / 남위 3.483° 서경 72.200° |        | [ 70 ] |
| 아마조니아 국립공원           | 브라질   | 남위 4° 26′ 서경 56° 50′  / 남위 4.433° 서경 56.833° |        | [ 71 ] |
| 아나빌하마스 국립공원         | 브라질   | 남위 2° 23′ 서경 60° 55′  / 남위 2.383° 서경 60.917° |        | [ 72 ] |

## 동식물

### 동물상

아마존 어업의 중요한 종인 탐바키는 아마존강에서 번식한다.

세계의 모든 알려진 종의 3분의 1 이상이 아마존 우림에 서식한다. 이곳은 생물 다양성 측면에서 세계에서 가장 풍부한 열대림이다. 수천 종의 어종 외에도 이 강은 게, 조류, 거북이를 포함한 다양한 생물을 지원한다.

#### 포유류

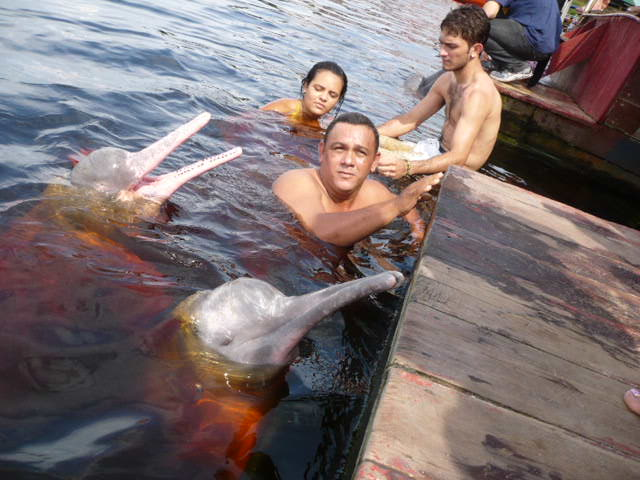
아마존강돌고래

아마존강은 오리노코강과 함께 아마존강돌고래 (이나이아 게오프렌시스)의 주요 서식지 중 하나이다. 이들은 강돌고래 중 가장 큰 종으로, 길이가 최대 2.6 m (8.5 ft)까지 자랄 수 있다. 피부색은 나이가 들면서 변하는데, 어린 개체는 회색이지만 성숙하면서 분홍색이 되었다가 흰색으로 변한다. 돌고래는 강 깊이에서 길을 찾고 사냥하기 위해 반향 위치 측정을 사용한다. 아마존강돌고래는 브라질에서 남자로 변신하여 강가 처녀들을 유혹하는 돌고래에 대한 전설의 주제이기도 하다.
돌고래 종인 투쿠시 (Sotalia fluviatilis)도 아마존 유역의 강과 남아메리카 해안가 모두에서 발견된다. "바다소"라고도 알려진 아마존매너티 (Trichechus inunguis)는 아마존강 북부 유역과 그 지류에서 발견된다. 포유류이자 초식 동물이다. 그들의 개체수는 민물 서식지에 제한되어 있으며, 다른 매너티와 달리 짠물로 들어가지 않는다. 국제자연보전연맹에 의해 취약종으로 분류된다.
아마존강과 그 지류는 큰수달 (Pteronura brasiliensis)의 주요 서식지이다. "강 늑대"로도 알려진 이 동물은 남아메리카의 최고 육식 동물 중 하나이다. 서식지 파괴와 사냥으로 인해 개체수가 급격히 감소했다. 현재 멸종 위기에 처한 야생 동식물종의 국제 거래에 관한 협약 (CITES) 부록 I에 등재되어 국제 거래가 사실상 금지되었다.

#### 파충류

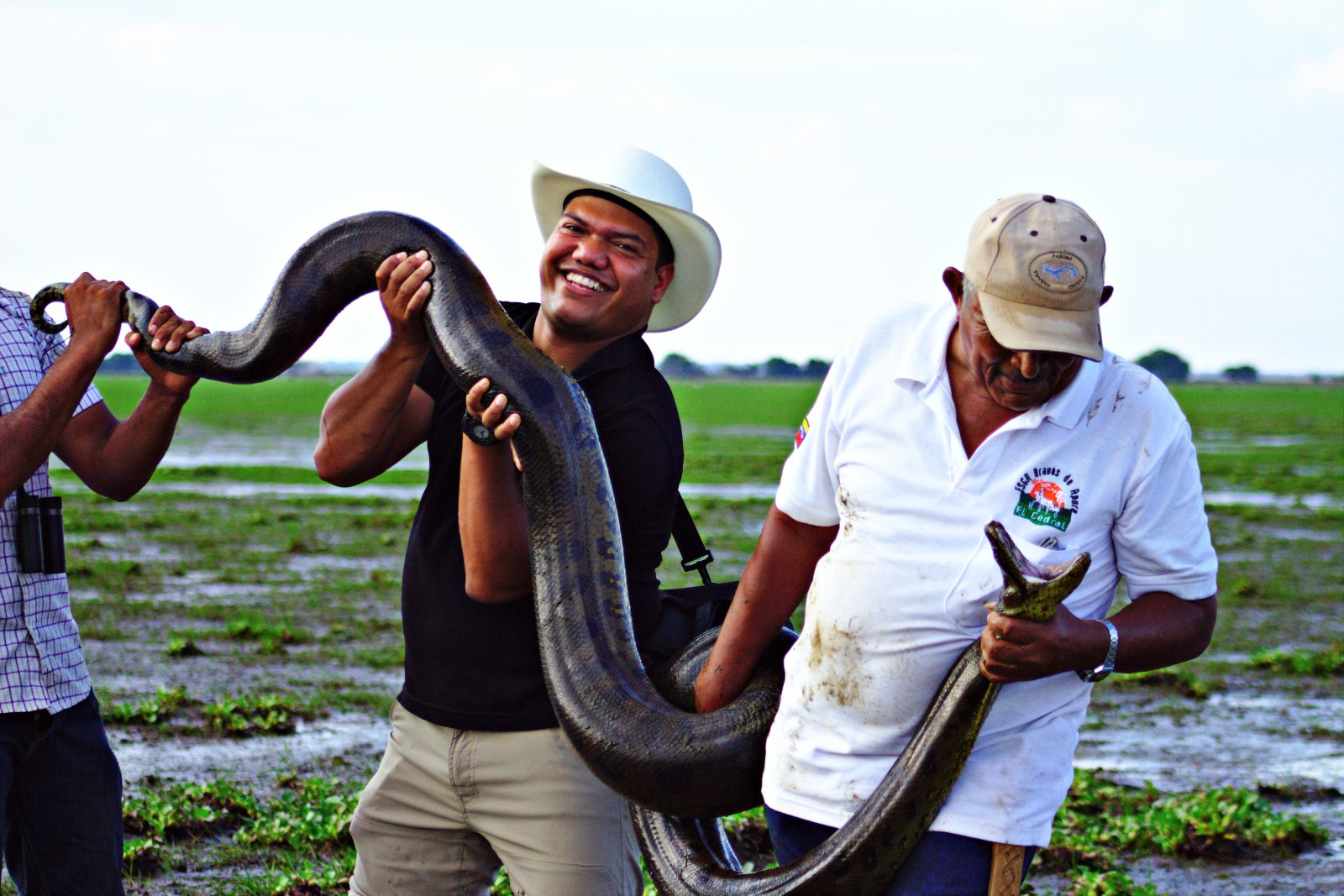
그린아나콘다는 가장 무겁고 가장 긴 현존하는 뱀 종 중 하나이다.

아나콘다는 아마존 분지의 얕은 물에서 발견된다. 세계에서 가장 큰 뱀 종 중 하나인 아나콘다는 대부분의 시간을 콧구멍만 수면 위에 내놓고 물속에서 보낸다. 악어와 다른 악어과 동물과 관련된 카이만아과 종들도 다양한 거북이와 함께 아마존에 서식한다.

#### 어류

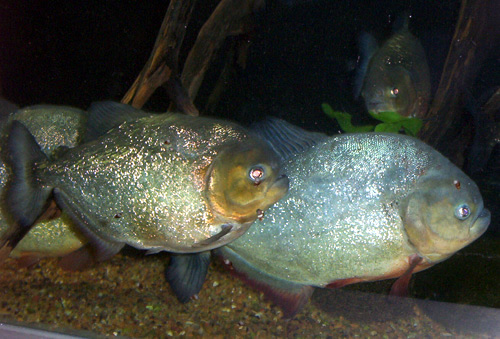
피라냐 종과 같은 카라신은 큰수달의 먹이이지만, 이 공격적인 물고기는 인간에게도 위험을 초래할 수 있다.

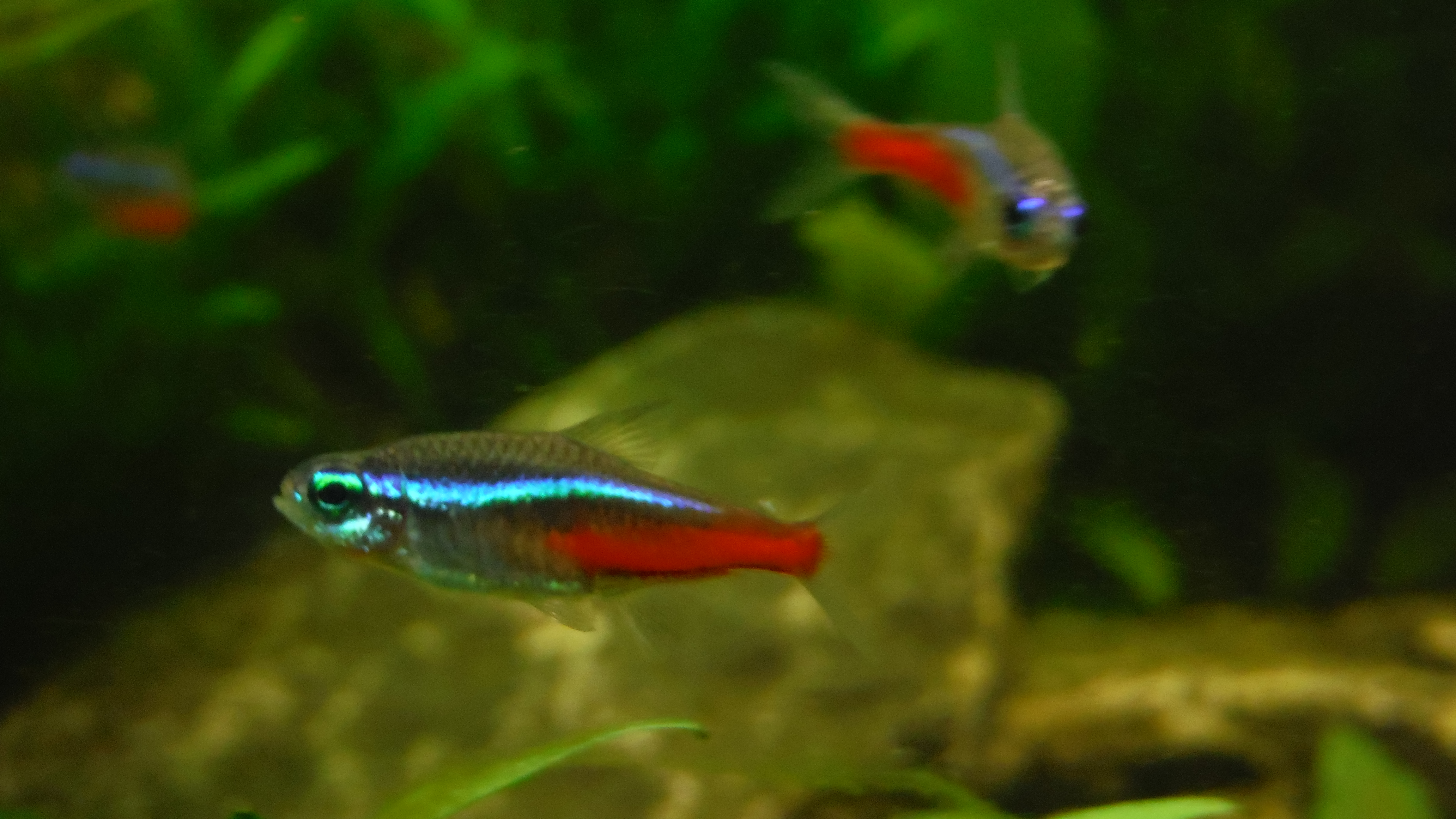
네온테트라는 가장 인기 있는 수족관 물고기 중 하나이다.

아마존 어류군은 신열대어 다양성의 중심이며, 이들 중 일부는 네온테트라 및 담수 엔젤피시와 같은 인기 있는 수족관 표본이다. 2011년 기준으로 5,600종 이상이 알려져 있었으며,:308:27 매년 약 50종의 새로운 종이 발견된다. 브라질에서는 피라루쿠로 알려진 아라파이마는 남아메리카 열대 민물고기로, 길이가 최대 4.6 미터 (15 ft)에 달하는 세계에서 가장 큰 민물고기 중 하나이다. 또 다른 아마존 민물고기는 아로와나 (포르투갈어로 아루아냐)인데, 예를 들어 실버아로와나 (오스테오글로숨 비시르로숨)는 포식자이며 아라파이마와 매우 유사하지만 길이가 120 cm (47 in)에 불과하다. 또한 악명 높은 피라냐도 대량으로 존재하는데, 이들은 대규모 무리를 이루어 가축을 공격할 수 있는 잡식성 물고기이다. 피라냐는 약 30종에서 60종이 존재한다. 아마존강이 원산지인 칸디루는 흡혈메기과에 속하는 기생성 민물 메기목 종으로, 아마존 분지에는 1200종 이상의 메기류가 서식한다. 다른 메기류는 복부 지느러미로 육지를 '걷기도' 하며,:27–29 쿠마쿠마 (Brachyplatystoma filamentosum), 일명 피라이바 또는 "골리앗 메기"는 길이가 3.6 m (12 ft), 무게가 200 kg (440 lb)에 달할 수 있다.
전기뱀장어 (Electrophorus electricus)와 100종 이상의 전기어류 (김노투스목)가 아마존 분지에 서식한다. 민물가오리도 알려져 있다. 염분과 민물 모두에서 번성할 수 있는 기수성 종인 황소상어 (Carcharhinus leucas)는 페루 이키토스에서 아마존강을 4,000 km (2,500 mi) 상류까지 이동하는 것으로 보고되었다.

#### 미생물
민물 미생물은 일반적으로 잘 알려져 있지 않으며, 아마존과 같은 자연 생태계에서는 더욱 그렇다. 최근 군유전체학은 어떤 종류의 미생물이 강에 서식하는지에 대한 답을 제공했다. 아마존강에서 가장 중요한 미생물은 방선균문, 알파프로테오박테리아, 베타프로테오박테리아, 감마프로테오박테리아 및 테르모프로테오타이다.

## 과제
아마존강은 유역 내 4,700만 명이 넘는 사람들에게 필수적인 생명선 역할을 하지만, 생태계와 자원에 의존하는 원주민 공동체 모두를 위협하는 다양한 문제에 직면해 있다. 유엔 인권최고대표사무소 (OHCHR)에 따르면, 약 29,000명으로 구성된 야노마미족은 불법 금 채굴자들의 침범, 영양실조 및 말라리아로 인해 자신들의 토지, 문화, 그리고 전통적인 생활 방식을 보존하기 위해 고군분투하고 있다. 한편, 2022년 이 지역의 심각한 가뭄은 수온을 섭씨 39.1도까지 치솟게 하여 아마존강돌고래 125마리의 죽음을 초래했다. 이 사건은 환경 악화의 심각성을 보여주며 강 생태계의 취약성이 증가하고 있음을 나타낸다. 최근 몇 년 동안 아마존강은 100년 이상 만에 가장 낮은 수위를 기록했다. 이 귀중한 자연 자원의 주요 관리자인 브라질은 이 가뭄이 공동체와 생태계에 미치는 영향을 완화하는 데 어려움을 겪고 있으며, 이는 지속 가능한 환경 관리 및 보존 노력의 시급성을 더욱 강조한다.

## 주요 지류

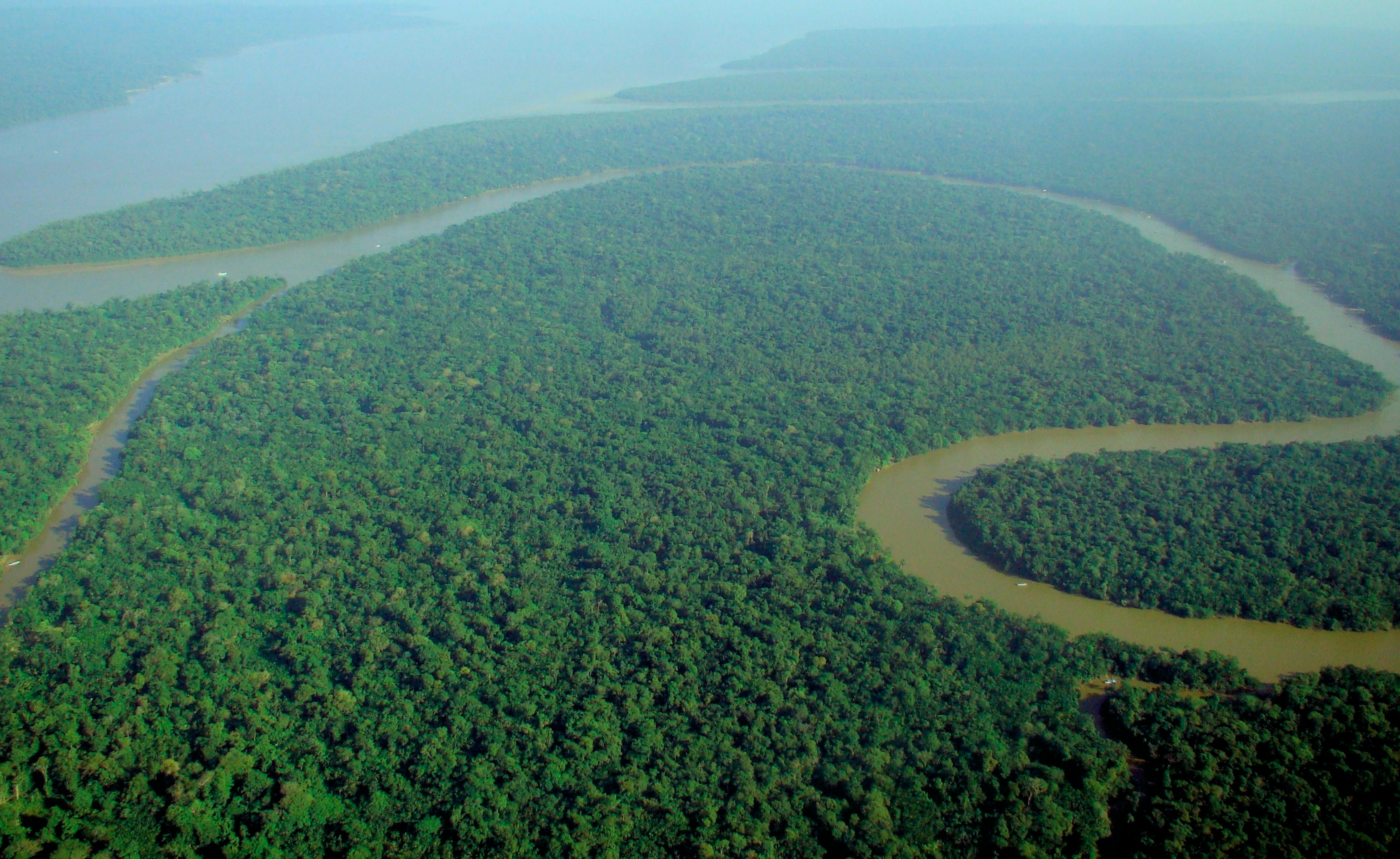
아마존강 상류 구간인 솔리몽이스강

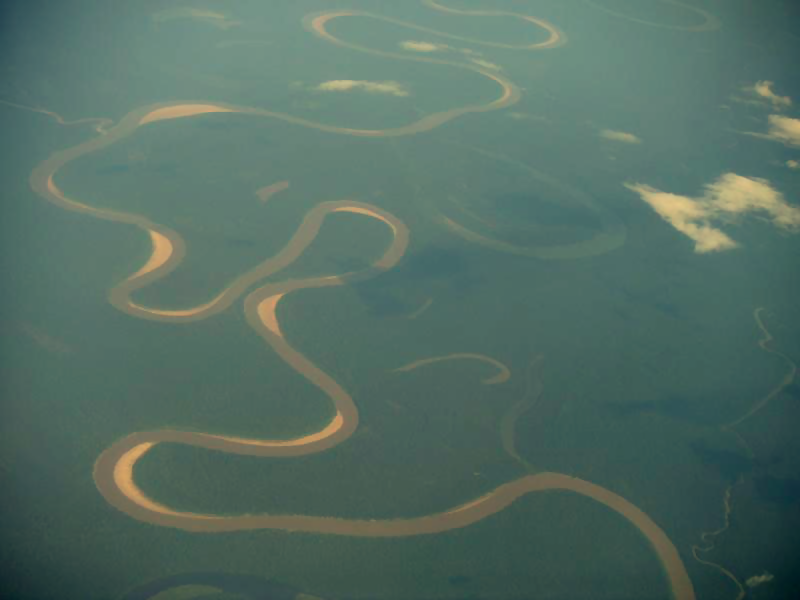
아마존 지류의 항공 사진

아마존강에는 1,100개가 넘는 지류가 있으며, 이 중 12개는 길이가 1,500 km (930 mi)를 넘는다. 그 중 더 주목할 만한 것들은 다음과 같다.
- 브랑쿠강
- 카시키아레 운하
- 카케타강
- 우아야가강
- 푸투마요강 (또는 이사강)
- 자바리강 (또는 야바리강)
- 주루아강
- 마데이라강
- 마라뇬강
- 모로나강
- 나나이강
- 나포강
- 네그루강 (아마존)
- 파스타사강
- 푸루스강
- 탐보강 (페루)
- 타파조스강
- 티그레강
- 토칸칭스강
- 트롬베타스강
- 우카얄리강
- 싱구강
- 자푸라강

### 주요 지류 목록
주요 강과 지류는 다음과 같다 (우카얄리강과 마라뇬강의 합류 지점부터 하구까지 순서대로 정렬됨).
| 좌안 지류                                                  | 우안 지류                      | 길이 (km)   | 유역 면적 (km2) | 평균 유수량 (m3/s) |
| ---------------------------------------------------------- | ------------------------------ | ----------- | --------------- | ------------------ |
| 아마존 상류 (우카얄리강과 마라뇬강의 합류 지점 - 타바팅가) |                                |             |                 |                    |
| 마라뇬강                                                   |                                | 2,112       | 364,873.4       | 16,708             |
|                                                            | 우카얄리강                     | 2,738       | 353,729.3       | 13,630.1           |
| 타후요강                                                   | 80                             | 1,630       | 105.7           |                    |
| 탐시야수강                                                 | 86.7                           | 1,367.3     | 86.5            |                    |
| 이타야강                                                   |                                | 213         | 2,668           | 161.4              |
| 나나이강                                                   | 483                            | 16,673.4    | 1,072.7         |                    |
|                                                            | 마니티강                       | 198.7       | 2,573.6         | 180.4              |
| 나포강                                                     |                                | 1,075       | 103,307.8       | 7,147.8            |
| 아파야수강                                                 | 50                             | 2,393.6     | 160.9           |                    |
|                                                            | 오로사강                       | 95          | 3,506.8         | 234.3              |
| 암피야수강                                                 |                                | 140         | 4,201.4         | 267.2              |
| 치치타강                                                   | 48                             | 1,314.2     | 87.7            |                    |
|                                                            | 코치퀴나스강                   | 49          | 2,362.7         | 150.2              |
| 산타 로사강                                                | 45                             | 1,678       | 101.5           |                    |
| 카조쿠말강                                                 |                                | 58          | 2,094.9         | 141.5              |
| 아타쿠아리강                                               | 108                            | 3,480.5     | 236.8           |                    |
| 아마존 중류 (타바팅가 - 물의 만남)                         |                                |             |                 |                    |
|                                                            | 자바리강                       | 1,056       | 99,674.1        | 5,222.5            |
| 이가라페 베네자                                            |                                | 943.9       | 58.3            |                    |
| 타카나강                                                   |                                |             | 541             | 35.5               |
| 이가라페 데 벨렝                                           |                                | 1,299.9     | 85.4            |                    |
| 이가라페 상 제호니모강                                     |                                | 1,259.6     | 78.2            |                    |
|                                                            | 잔디아투바강                   | 520         | 14,890.4        | 980                |
| 이가라페 아쿠루이강                                        |                                | 2,462.1     | 127.1           |                    |
| 푸투마요강                                                 |                                | 1,813       | 121,115.8       | 8,519.9            |
| 토난틴스강                                                 |                                | 2,955.2     | 169.2           |                    |
|                                                            | 주타이강                       | 1,488       | 78,451.5        | 4,000              |
| 주루아강                                                   | 3,283                          | 190,573     | 6,662.1         |                    |
| 우아리니강                                                 |                                | 7,195.8     | 432.9           |                    |
| 자푸라강                                                   |                                | 2,816       | 276,812         | 18,121.6           |
|                                                            | 테페강                         | 571         | 24,375.5        | 1,190.4            |
| 카이암베강                                                 |                                | 2,650.1     | 90              |                    |
| 파라나 코페아강                                            |                                |             | 10,532.3        | 423.8              |
|                                                            | 코아리강                       | 599         | 35,741.3        | 1,389.3            |
| 마미아강 (아마조나스 주)                                   |                                | 5,514       | 176.2           |                    |
| 바다조스강                                                 |                                | 413         | 21,575          | 1,300              |
| 이가라페 미우아강                                          |                                | 1,294.5     | 56.9            |                    |
|                                                            | 푸루스강                       | 3,382       | 378,762.4       | 11,206.9           |
| 파라나 아라라강                                            |                                |             | 1,915.7         | 78.2               |
|                                                            | 파라나 마나키리강              |             | 1,318.6         | 52.9               |
| 마나카푸루강                                               |                                | 291         | 14,103          | 559.5              |
| 아마존 하류 (물의 만남 - 구루파)                           |                                |             |                 |                    |
| 네그루강 (아마존)                                          |                                | 2,362       | 714,577.6       | 30,640.8           |
| 프레투 다 에바강                                           |                                | 3,039.5     | 110.8           |                    |
|                                                            | 이가포아수강                   | 500         | 45,994.4        | 1,676.5            |
| 마데이라강                                                 | 3,380                          | 1,322,782.4 | 32,531.9        |                    |
| 우루부강 (아마조나스 주)                                   |                                | 430         | 13,892          | 459.8              |
| 우아투마강                                                 | 701                            | 67,920      | 2,290.8         |                    |
|                                                            | 카누마강, 파라나 두 우라리아강 | 400         | 127,116         | 4,804.4            |
| 냐문다강, 트롬베타스강                                     |                                | 744         | 150,032         | 4,127              |
| 쿠루아강 (아마존강 지류)                                   | 484                            | 28,099      | 470.1           |                    |
|                                                            | 라고 그란데 두 쿠루아이강      |             | 3,293.6         | 92.7               |
| 타파조스강                                                 | 1,992                          | 494,551.3   | 13,540          |                    |
| 쿠루아 우나강                                              | 315                            | 24,505      | 729.8           |                    |
| 마이쿠루강                                                 |                                | 546         | 18,546          | 272.3              |
|                                                            | 우루아라강                     |             | 4,610.2         | 104.8              |
| 자우아리강                                                 |                                |             | 5,851           | 108.3              |
|                                                            | 과자라강 (아마존)              |             | 4,243           | 105.6              |
| 파루강                                                     |                                | 731         | 39,289          | 970                |
|                                                            | 싱구강                         | 2,275       | 513,313.5       | 10,022.6           |
| 이가라페 아루만두바강                                      |                                |             | 1,819.9         | 50.8               |
| 자리강                                                     | 769                            | 51,893      | 1,213.5         |                    |
| 아마존 삼각주 (하구에서 구루파까지)                        |                                |             |                 |                    |
| 브라코 두 카자리강                                         |                                |             | 4,732.4         | 157.1              |
|                                                            | 파라강                         | 784         | 84,027          | 3,500.3            |
| 토칸칭스강                                                 | 2,639                          | 777,308     | 11,796          |                    |
| 아투아강                                                   |                                |             | 2,769           | 119.8              |
|                                                            | 아나자스강                     | 300         | 24,082.5        | 948                |
| 마자가오강                                                 |                                |             | 1,250.2         | 44.4               |
| 빌라 노바강                                                |                                | 5,383.8     | 180.8           |                    |
| 마타피강                                                   |                                | 2,487.4     | 81.7            |                    |
|                                                            | 아카라강, 구아마강             | 400         | 87,389.5        | 2,550.7            |
| 아라리강                                                   |                                |             | 1,523.6         | 80.2               |
| 페드레이라강                                               |                                | 2,005       | 89.9            |                    |
|                                                            | 파라카우아리강                 |             | 1,390.3         | 67.9               |
| 주파티강                                                   |                                |             | 724.2           | 32.6               |

### 길이순 목록
1. 6,400 km (4,000 mi)[2] (6,275 to 7,025 km (3,899 to 4,365 mi))[7] – 아마존강, 남아메리카
2. 3,250 km (2,019 mi) – 마데이라강, 볼리비아/브라질[95]
3. 3,211 km (1,995 mi) – 푸루스강, 페루/브라질[96]
4. 2,820 km (1,752 mi) – 자푸라강 또는 카케타강, 콜롬비아/브라질[97]
5. 2,639 km (1,640 mi) – 토칸칭스강, 브라질[98]
6. 2,627 km (1,632 mi) – 아라과이아강, 브라질 (토칸칭스강의 지류)[99]
7. 2,400 km (1,500 mi) – 주루아강, 페루/브라질[100]
8. 2,250 km (1,400 mi) – 네그루강 (아마존), 브라질/베네수엘라/콜롬비아[101]
9. 1,992 km (1,238 mi) – 타파조스강, 브라질[102]
10. 1,979 km (1,230 mi) – 싱구강, 브라질[103]
11. 1,900 km (1,181 mi) – 우카얄리강, 페루[104]
12. 1,749 km (1,087 mi) – 과포레강, 브라질/볼리비아 (마데이라강의 지류)[105]
13. 1,575 km (979 mi) – 이사강 (푸투마요강), 에콰도르/콜롬비아/페루
14. 1,415 km (879 mi) – 마라뇬강, 페루
15. 1,370 km (851 mi) – 텔레스피레스강, 브라질 (타파조스강의 지류)
16. 1,300 km (808 mi) – 이리리강, 브라질 (싱구강의 지류)
17. 1,240 km (771 mi) – 주루에나강, 브라질 (타파조스강의 지류)
18. 1,130 km (702 mi) – 마드레데디오스강, 페루/볼리비아 (마데이라강의 지류)
19. 1,100 km (684 mi) – 우아야가강, 페루 (마라뇬강의 지류)

### 아마존강으로의 유입량 순 목록
| 순위 | 이름         | 연평균 유수량 (m^3/s) | 아마존강 대비 비율 |
| ---- | ------------ | --------------------- | ------------------ |
|      | 아마존강     | 209,000               | 100%               |
| 1    | 마데이라강   | 31,200                | 15%                |
| 2    | 네그루강     | 28,400                | 14%                |
| 3    | 자푸라강     | 18,620                | 9%                 |
| 4    | 마라뇬강     | 16,708                | 8%                 |
| 5    | 타파조스강   | 13,540                | 6%                 |
| 6    | 우카얄리강   | 13,500                | 5%                 |
| 7    | 푸루스강     | 10,970                | 5%                 |
| 8    | 싱구강       | 9,680                 | 5%                 |
| 9    | 푸투마요강   | 8,760                 | 4%                 |
| 10   | 주루아강     | 8,440                 | 4%                 |
| 11   | 나포강       | 6,976                 | 3%                 |
| 12   | 자바리강     | 4,545                 | 2%                 |
| 13   | 트롬베타스강 | 3,437                 | 2%                 |
| 14   | 주타이강     | 3,425                 | 2%                 |
| 15   | 아바카시스강 | 2,930                 | 2%                 |
| 16   | 우아투마강   | 2,190                 | 1%                 |

## 같이 보기
- 나일강